# 가정용 컴퓨터

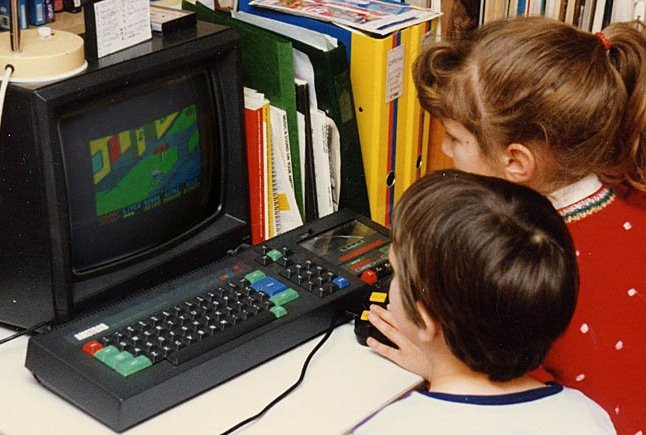
1988년 암스트래드 CPC 464에서 페이퍼보이를 하는 아이들

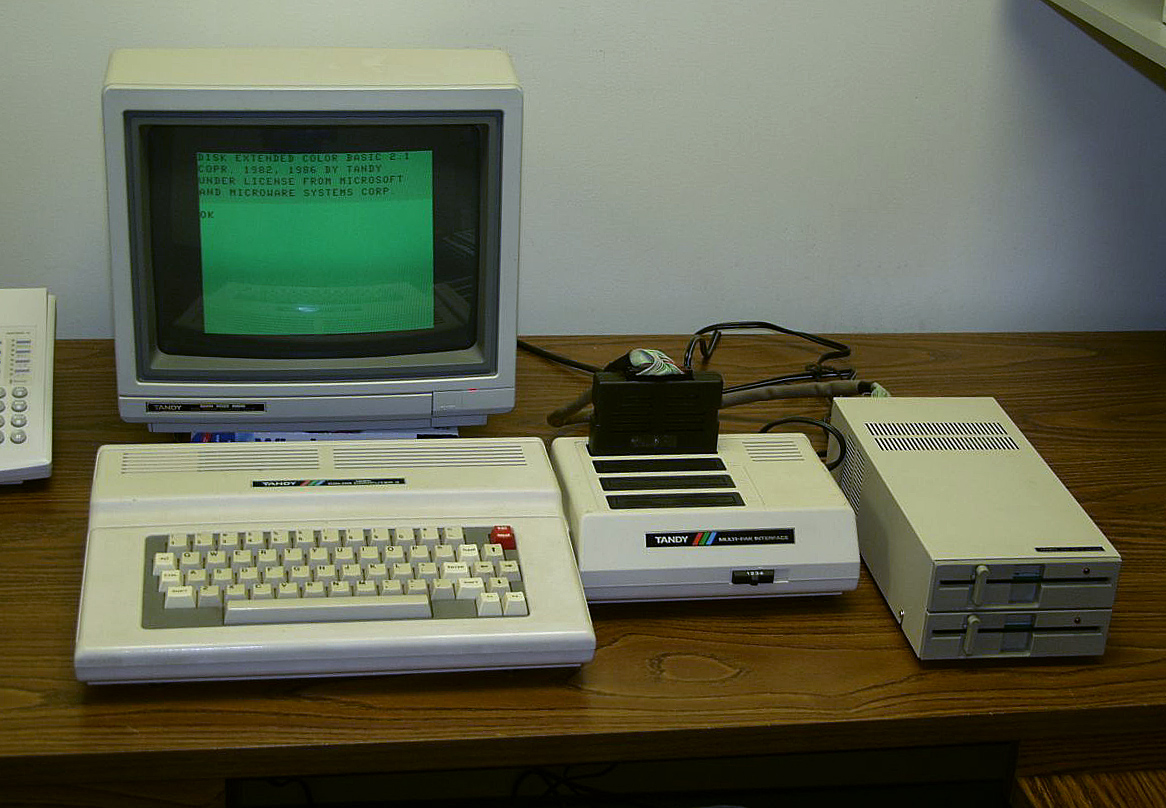
잘 갖춰진 가정용 컴퓨터의 넓은 특성이 탠디 컬러 컴퓨터 3에서 분명히 드러난다.

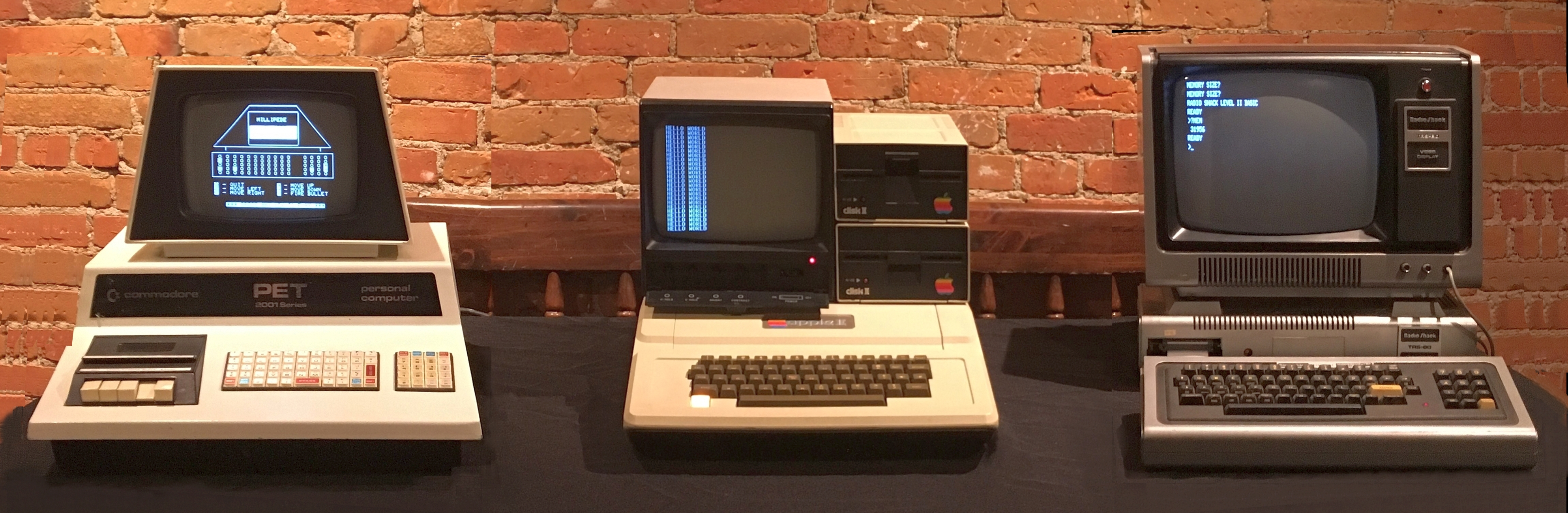
바이트 (잡지)가 회고적으로 "1977년 삼위일체"라고 불렀던 컴퓨터들 (왼쪽부터): 코모도어 PET 2001-8, 애플 II, TRS-80 모델 I.

가정용 컴퓨터 또는 홈 컴퓨터(home computer)는 1977년에 시장에 출시되어 1980년대에 보편화된 마이크로컴퓨터의 한 종류였다. 이들은 처음으로 단일 비기술적 사용자를 대상으로 하는 저렴하고 접근 가능한 컴퓨터로 소비자에게 판매되었다. 이 컴퓨터들은 당시 CP/M 또는 IBM PC를 실행하는 컴퓨터와 같이 비즈니스, 과학 또는 공학 지향 컴퓨터보다 훨씬 저렴했으며, 일반적으로 메모리 및 확장성 측면에서 성능이 떨어지는 별도의 시장 부문이었다. 그러나 가정용 컴퓨터는 종종 동시대의 비즈니스 컴퓨터보다 더 나은 그래픽과 사운드를 제공했다. 가장 일반적인 용도는 워드 프로세싱, 비디오 게임 플레이, 프로그래밍이었다.
가정용 컴퓨터는 일반적으로 세련된 금속 또는 플라스틱 케이스에 완제품으로 판매되었다. 그러나 일부 가정용 컴퓨터는 구매자가 키트에서 장치를 조립할 수 있으므로 가정용 및 자가 제작 컴퓨터인 싱클레어 ZX80과 같은 상업용 전자 키트로도 출시되었다.
초기 가정용 컴퓨터에 대한 인기 언론 광고에는 요리법 목록 작성부터 개인 금융 및 가정 자동화에 이르기까지 가정에서의 실용적인 사용 가능성이 풍부했지만, 실제로 거의 실현되지 않았다. 예를 들어, 일반적인 1980년대 가정용 컴퓨터를 가정 자동화 기기로 사용하려면 컴퓨터를 항상 켜두고 이 작업에 전념해야 했다. 개인 금융 및 데이터베이스 사용은 지루한 데이터 입력을 필요로 했다.
반대로, 전문 컴퓨터 언론의 광고는 이미 응용 프로그램을 염두에 둔 지식 있는 사용자를 가정하고 단순히 사양을 나열하는 경우가 많았다. 특정 응용 프로그램에 대한 패키지 소프트웨어가 없는 경우, 가정용 컴퓨터 사용자는 컴퓨터 프로그래밍과 시스템의 특이점을 배우는 데 필요한 시간을 투자했다면 직접 프로그래밍할 수 있었다. 대부분의 시스템에는 ROM에 베이직 프로그래밍 언어가 포함되어 있었기 때문에 사용자는 자신의 간단한 응용 프로그램을 쉽게 만들 수 있었다. 많은 사용자는 프로그래밍을 재미있고 보람 있는 경험이자 디지털 기술 세계에 대한 훌륭한 입문으로 생각했다.
가정에서 IBM PC 호환기종이 보편화되면서 '비즈니스'와 '가정' 컴퓨터 시장 부문의 경계가 완전히 사라졌다. 이제 두 가지 범주의 컴퓨터 모두 일반적으로 동일한 프로세서 아키텍처, 주변 장치, 운영 체제 및 응용 프로그램을 사용하기 때문이다. 종종 유일한 차이점은 구매되는 판매점일 수 있다. 가정용 컴퓨터 시대와 또 다른 변화는 한때 흔했던 자체 소프트웨어 프로그램 작성 노력이 가정용 컴퓨터 사용에서 거의 사라졌다는 점이다.

## 배경

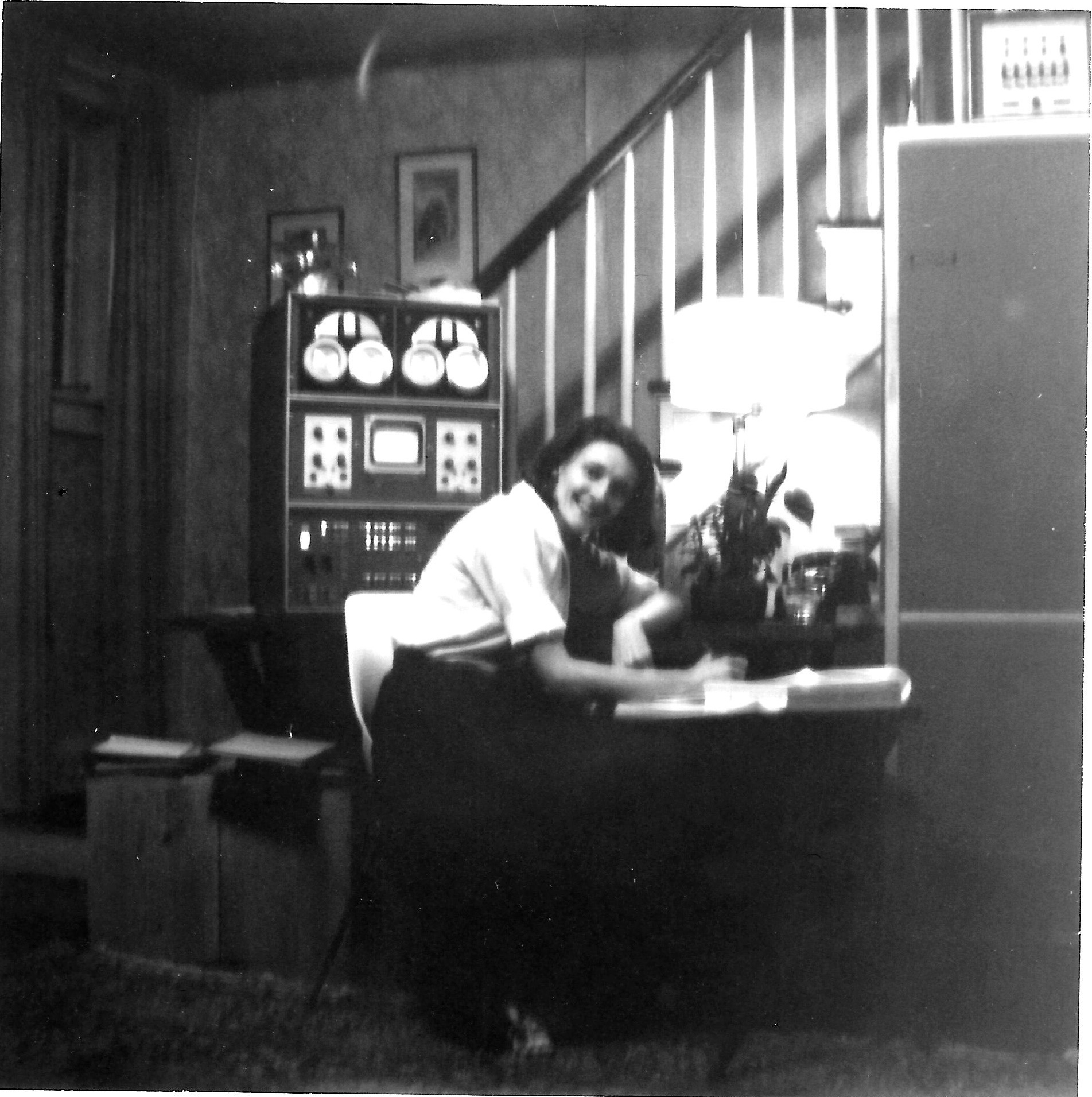
1965년 집에서 LINC에서 작업하는 메리 앨런 윌크스; 최초의 가정용 컴퓨터 사용자라고 여겨진다.

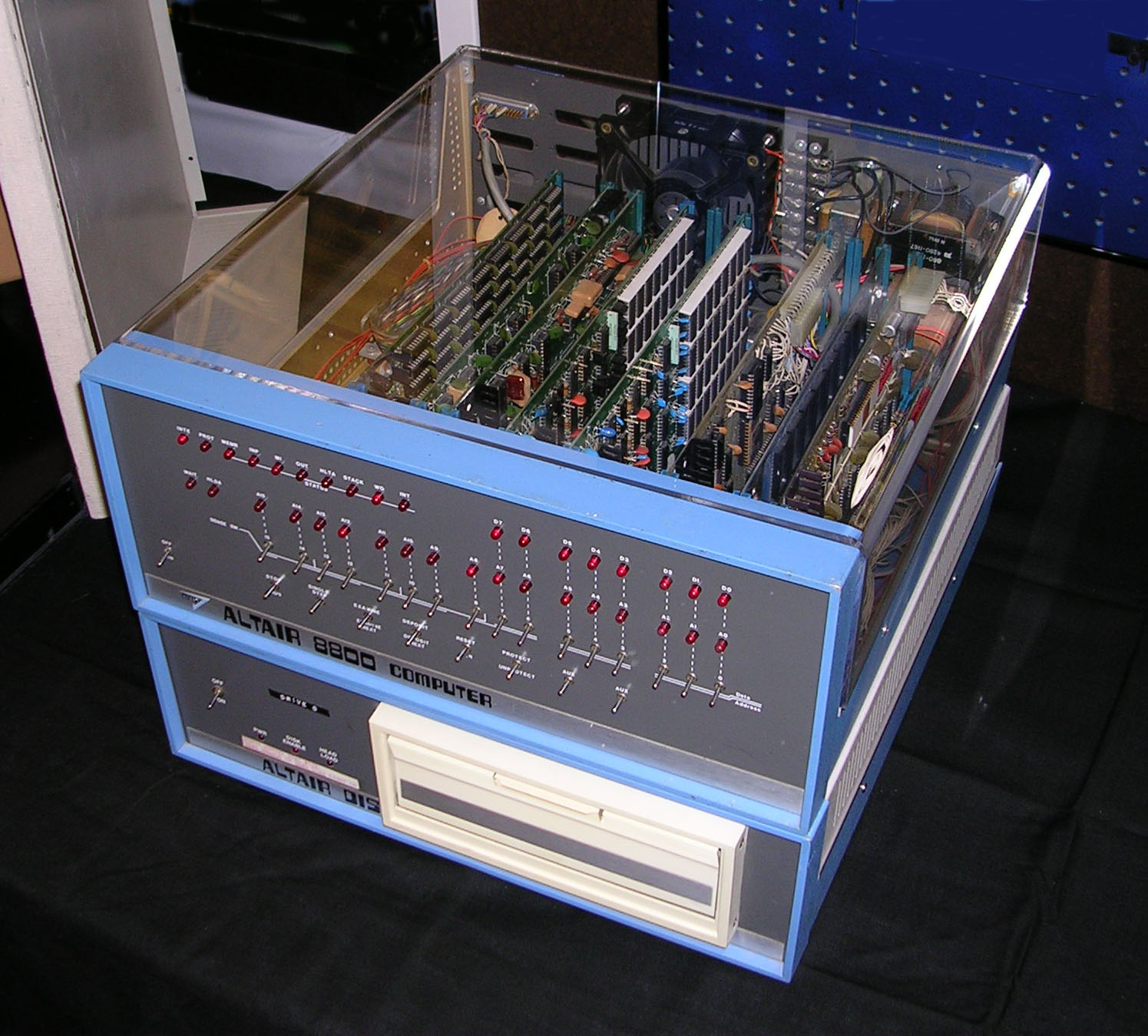
1974년 MITS 앨테어 8800 가정용 컴퓨터 (8인치 플로피 디스크 드라이브 추가 장치 위에 놓여 있음): 1975년부터 개인/가정용으로 판매된 최초의 저렴한 컴퓨터 중 하나였지만, 많은 구매자들이 직접 땜납하고 조립해야 하는 키트를 구입했다.

일찍이 1965년부터 짐 서덜랜드의 ECHO IV와 같은 일부 실험 프로젝트는 가정에서 컴퓨터의 잠재적 유용성을 탐구했다. 1969년에는 하니웰 키친 컴퓨터가 고급 선물 품목으로 판매되어 가정용 컴퓨팅 시대의 문을 열었지만, 단 한 대도 팔리지 않았다.
컴퓨터는 1971년부터 마이크로프로세서의 대량 생산으로 인해 1970년대에 일반 대중에게 저렴해졌다. 초기 마이크로컴퓨터인 앨테어 8800은 전면에 스위치와 진단등("블링크닝라이츠")이 있어 내부 시스템 상태를 제어하고 표시했으며, 종종 키트 형태로 취미 생활자에게 판매되었다. 이 키트에는 구매자가 집적 회로, 기타 개별 전자 부품, 전선 및 커넥터로 채우고 모든 연결을 손으로 땜납해야 하는 빈 인쇄 회로 기판이 포함되어 있었다.
두 초기 가정용 컴퓨터(싱클레어 ZX80 및 아콘 아톰)는 키트 또는 조립된 형태로 구입할 수 있었지만, 대부분의 가정용 컴퓨터는 사전 조립된 상태로만 판매되었다. 이들은 타자기 또는 하이파이 장비와 유사한 외관의 플라스틱 또는 금속 케이스에 들어있었으며, 이는 앨테어 및 유사 컴퓨터에서 사용되는 산업용 금속 카드 케이지 인클로저보다 소비자에게 더 친숙하고 매력적이었다. 앨테어에는 없는 기능인 키보드는 일반적으로 메인보드와 동일한 케이스에 내장되었다. 비디오 디스플레이, 콤팩트 카세트 녹음기, 조이스틱 및 (나중에) 디스크 드라이브와 같은 플러그인 주변 장치용 포트는 내장되어 있거나 확장 카드에서 사용할 수 있었다. 애플 II에는 내부 확장 슬롯이 있었지만, 다른 대부분의 가정용 컴퓨터 모델의 확장 배열은 외부에서 접근 가능한 '확장 포트'를 통해 이루어졌으며, 이 포트는 카트리지 기반 게임을 연결하는 장소로도 사용되었다. 일반적으로 제조업체는 컴퓨터와 호환되도록 설계된 주변 장치를 추가 비용 액세서리로 판매했다. 주변 장치 및 소프트웨어는 다른 브랜드의 가정용 컴퓨터 또는 동일한 브랜드의 연속 모델 간에 호환되지 않는 경우가 많았다.
전용 모니터 비용을 절약하기 위해 가정용 컴퓨터는 종종 RF 변조기를 통해 가정의 TV 수상기에 연결되었으며, TV는 비디오 디스플레이 및 사운드 시스템 역할을 했다.
가정용 컴퓨터의 부상은 1980년대 초반 컴퓨터 구매 방식과 장소에 근본적인 변화를 가져왔다. 전통적으로 마이크로컴퓨터는 통신판매를 통해 얻거나 라디오셱과 같은 일반 전자제품 소매점에서 직접 구매했다. 개인용 컴퓨터 혁명의 선두 주자인 실리콘 밸리는 컴퓨터 하드웨어, 컴퓨터 소프트웨어 또는 둘 다를 판매하는 새로운 소매점이 처음으로 나타난 곳이자, 그러한 상점들이 특정 플랫폼을 전문으로 하기 시작한 첫 번째 장소였다.
1982년까지 미국 가정에는 약 621,000대의 가정용 컴퓨터가 있었으며, 평균 판매 가격은 1982년 기준으로 미화 530달러였다. 라디오 셱 TRS-80, 코모도어 PET, 그리고 1977년 오리지널 애플 II의 성공 이후, 거의 모든 가전제품 제조업체는 가정용 컴퓨터를 출시하기 위해 서둘렀다. 1970년대 후반과 1980년대 초반에는 모든 유형의 새로운 기기가 대량으로 나타나기 시작했다. 마텔, 콜레코, 텍사스 인스트루먼트, 그리고 타이멕스는 모두 컴퓨터 산업과 이전에 관련이 없었지만, 1980년대 초반에 단명한 가정용 컴퓨터 라인을 보유했다. 일부 가정용 컴퓨터는 더 성공적이었다. BBC 마이크로, 싱클레어 ZX 스펙트럼, 아타리 8비트 제품군, 그리고 코모도어 64는 수년 동안 많은 장치를 판매했으며, 서드파티 소프트웨어 개발을 유치했다.
거의 모든 가정용 컴퓨터에는 영구 ROM에 베이직 인터프리터와 라인 에디터가 결합되어 있었으며, 이를 사용하여 BASIC 프로그램을 입력하고 즉시 실행하거나 테이프나 디스크에 저장할 수 있었다. 직접 모드에서는 BASIC 인터프리터가 사용자 인터페이스로도 사용되었으며, 파일 로드, 저장, 관리 및 실행과 같은 작업을 수행했다. 한 가지 예외는 BASIC 대신 Forth 인터프리터를 가지고 있던 주피터 에이스였다. 내장 프로그래밍 언어는 당시 모든 컴퓨터에 대한 필수 요건으로 간주되었으며, 가정용 컴퓨터를 비디오 게임 콘솔과 차별화하는 주요 특징이었다.
그러나 가정용 컴퓨터는 콘솔과 동일한 시장에서 경쟁했다. 가정용 컴퓨터는 종종 콘솔보다 단순히 고급 구매로 간주되었으며, 주로 게임 장치로 사용될 것에 기능과 생산성 잠재력을 추가했다. 흔한 마케팅 전술은 컴퓨터 시스템과 콘솔이 나란히 게임을 하는 것을 보여준 다음, 컴퓨터가 사용자 생성 프로그램, 교육 소프트웨어, 워드 프로세싱, 스프레드시트 및 기타 응용 프로그램을 실행하는 것을 보여줌으로써 컴퓨터의 더 큰 능력을 강조하는 것이었다. 반면 게임 콘솔은 빈 화면을 보여주거나 동일한 반복적인 게임을 계속했다. 당시 게임 콘솔에는 없었던 가정용 컴퓨터의 또 다른 기능은 직렬 포트 인터페이스, 모뎀 및 통신 소프트웨어를 추가하여 전화선을 통해 원격 서비스에 액세스하는 기능이었다. 비용이 많이 들 수 있었지만, 컴퓨터 사용자는 컴퓨서브와 같은 서비스와 개인 또는 기업 전자 게시판 및 뷰데이터 서비스에 액세스하여 메시지를 게시하거나 읽고, 소프트웨어를 다운로드하거나 업로드할 수 있었다. 대용량 저장 장치와 전용 전화선을 갖춘 일부 애호가들은 자체 게시판을 운영했다. 이 기능은 인터넷보다 거의 20년 앞선 것이었다.
일부 게임 콘솔은 롬 카트리지에 BASIC 버전을 포함하는 "프로그래밍 팩"을 제공했다. 아타리 2600용 아타리 BASIC 프로그래밍이 그중 하나였다. 콜레코비전 콘솔의 경우, 콜레코는 완전한 컴퓨터 시스템으로 변환할 확장 모듈을 발표하기도 했다. 마그나복스 오디세이² 콘솔은 C7420 홈 컴퓨터 모듈을 지원하기 위한 내장 키보드를 가지고 있었다. 3세대 콘솔 중, 닌텐도의 패밀리컴퓨터는 외부 테이프 레코더에 연결하여 프로그램을 로드하고 저장할 수 있는 키보드를 포함하는 패밀리 베이직 (일본에서만 판매)을 제공했다.
베이직 컴퓨터 게임과 같은 타입인 프로그램 목록을 담은 책들이 대부분의 컴퓨터 모델 BASIC에 맞춰 제공되었으며, "코모도어 64를 위한 64가지 놀라운 BASIC 게임"과 같은 제목을 달았다. 이 책들의 대부분 프로그램은 짧고 간단한 게임이나 데모였지만, 컴퓨트!의 스피드스크립트 시리즈와 같은 일부 제목은 상업용 패키지와 경쟁할 만한 생산성 소프트웨어를 포함했다. 책에서 프로그램 목록을 입력하는 지루한 과정을 피하기 위해, 이 책들은 가끔 저자가 몇 달러를 받고 디스크나 카세트로 프로그램을 제공하는 우편 주문 제안을 포함하기도 했다. 인터넷 이전, 그리고 대부분의 컴퓨터 소유자가 모뎀을 가지고 있지 않던 시절에, 책은 인기 있고 저렴한 소프트웨어 배포 수단이었으며, 자체 문서화를 포함하는 이점이 있었다. 이 책들은 또한 새로운 컴퓨터 소유자에게 프로그래밍 개념을 익숙하게 하는 역할을 했으며, 일부 제목은 사용자가 수행할 프로그램 목록에 대한 제안된 수정 사항을 추가하기도 했다. 자신의 시스템과 호환되도록 소프트웨어를 수정하는 패치를 적용하거나 자신의 필요에 맞는 유틸리티 프로그램을 작성하는 것은 모든 고급 컴퓨터 소유자가 가질 것으로 기대되는 기술이었다.
가정용 컴퓨터 시장의 전성기 동안 수십 가지 모델이 생산되었으며, 일반적으로 다른 제조업체 간 또는 동일 제조업체의 제품 라인 내에서도 호환성에 대한 고려가 거의 또는 전혀 없이 개별 설계 프로젝트로 만들어졌다. 일본의 MSX 표준을 제외하고는, 컴퓨터 플랫폼의 개념은 아직 형성 중이었으며, 대부분의 회사는 기본 BASIC 언어와 디스크 형식 호환성만으로도 모델이 "호환 가능"하다고 주장하기에 충분하다고 여겼다. 비용에 민감한 중소기업 소유자들이 오스본, 케이프로, 모로우 디자인스 및 기타 여러 제조업체의 Z80 기반 컴퓨터에서 CP/M을 실행하며 사용해 온 비즈니스 세계에서는 상황이 달랐다. 이러한 많은 기업에게 마이크로컴퓨터의 개발은 이전에는 비싸서 이용할 수 없었던 컴퓨팅 및 비즈니스 소프트웨어를 저렴하게 만들어 주었다.
1981년 8월에 출시된 IBM 개인용 컴퓨터는 결국 비즈니스에서 사용되는 표준 플랫폼으로서 CP/M을 대체하게 되었다. 이는 주로 IBM이라는 이름과 시스템의 오픈 아키텍처 때문이었는데, 이 아키텍처는 최대 메모리를 10배 확장하고 타사 클론 생산을 장려했다. 1970년대 후반, 6502 기반의 애플 II는 1979년에 출시된 업계 최초의 킬러 앱인 비지칼크 덕분에 비즈니스에서 틈새시장을 개척했다. 그러나 애플 II는 로터스 1-2-3을 실행하는 IBM PC 호환기종에 의해 사무실용으로 빠르게 대체되었다. 애플 컴퓨터의 1980년 애플 III는 실망스러웠고, 1984년 매킨토시의 출시로 현대적인 GUI가 시장에 도입되었지만, IBM 호환 컴퓨터가 이를 채택하기 전까지는 보편화되지 않았다. 1980년대 내내 크고 작은 기업들이 PC 플랫폼을 채택하여, 10년 말에는 1000달러 미만의 IBM PC XT급 화이트 박스 컴퓨터가 등장했는데, 이는 주로 아시아에서 제작되어 델과 같은 미국 기업이 판매했다.
1980년, 킬로바이트 마이크로컴퓨팅의 발행인 웨인 그린은 회사들이 광고에서 "가정용 컴퓨터"라는 용어를 피할 것을 권장하며, 이는 "판매에 자가 제한적이라고 생각한다...나는 잠재 고객의 상상력에서 장비의 용도를 제한하지 않으므로 "마이크로컴퓨터"라는 용어를 선호한다"고 말했다. 탠디를 제외하고, 대부분의 컴퓨터 회사들, 심지어 가정 사용자에게 판매되는 대부분의 매출을 올리는 회사들도 "가정용 컴퓨터"라는 용어를 피했다. Compute!가 썼듯이 "주로 게임용으로 적합한 저성능, 저가형 기기"라는 이미지와 연관되어 있었기 때문이다. 애플은 가정용 컴퓨터 회사임을 일관되게 부정했고, IIc를 IBM의 PCjr 가정용 컴퓨터와 경쟁하면서도 "진지한 가정 사용자를 위한 진지한 컴퓨터"라고 설명했다. 존 스컬리는 자신의 회사가 가정용 컴퓨터를 판매하는 것을 부인했다. 오히려 그는 애플이 "가정에서 사용할 컴퓨터"를 판매한다고 말했다. 1990년, 이 회사는 고객들이 자신의 저가형 매킨토시 LC 및 IIsi 컴퓨터를 "게임 기기"로 간주하는 것을 막기 위해 조이스틱 지원을 거부한 것으로 알려졌다.
애플 II와 아타리 컴퓨터는 기능적으로 유사하지만, 아타리의 가정용 마케팅은 게임 중심 라이브러리를 초래했으며 비즈니스 소프트웨어는 훨씬 적었다. 1980년대 후반에는 많은 대량 상인들이 닌텐도 엔터테인먼트 시스템과 같은 비디오 게임 콘솔을 판매했지만, 더 이상 가정용 컴퓨터를 판매하지 않았다.
1980년대 말에 이르러 클론 컴퓨터 역시 비기업 고객들에게 인기를 얻었다. 저렴하고 호환성이 뛰어난 클론 컴퓨터는 PCjr이 실패한 곳에서 성공을 거두었다. 가정용 컴퓨터 시장의 대다수를 차지했던 취미 사용자들을 대체한 것은 Compute!가 묘사한 바와 같이 "가끔 집에서 일을 하고, 가끔 게임을 하고, 컴퓨터에 대해 더 많이 배우고, 자녀 교육을 돕고 싶어 하는 사람들"이었다. 1986년에는 업계 전문가들이 "MS-DOS 크리스마스"를 예측했으며, 이 잡지는 클론 컴퓨터가 코모도어, 아타리, 애플의 가정용 컴퓨터 시장 지배력을 위협한다고 밝혔다.
한편으로는 IBM 호환 기종의 비용이 감소하고, 다른 한편으로는 4세대 비디오 게임 콘솔인 메가 드라이브와 슈퍼 패미컴의 그래픽, 사운드, 저장 능력이 크게 향상되면서, 1990년대 초 미국에서는 가정용 컴퓨터 시장 부문이 사라지게 되었다. 유럽에서는 가정용 컴퓨터가 16비트 아미가 및 아타리 ST 제품군의 저가형 모델이 주도적인 역할을 하며 몇 년 더 뚜렷한 존재감을 유지했지만, 1990년대 중반에는 유럽 시장마저도 줄어들었다. 네덜란드 정부는 기업이 직원들에게 세금 없이 컴퓨터를 판매할 수 있는 프로그램을 운영하기도 했으며, 종종 가정 교육 프로그램이 함께 제공되었다. 당연히 이 기업들은 직원들에게 자신들이 사용하는 것과 동일한 시스템을 제공하기로 선택했다. 오늘날 어디에서든 가정용으로 구매하는 컴퓨터는 사무실에서 사용되는 컴퓨터와 매우 유사하다. 동일한 제조업체에서 생산되며 호환 가능한 주변 장치, 운영 체제 및 응용 소프트웨어를 사용한다.

## 기술

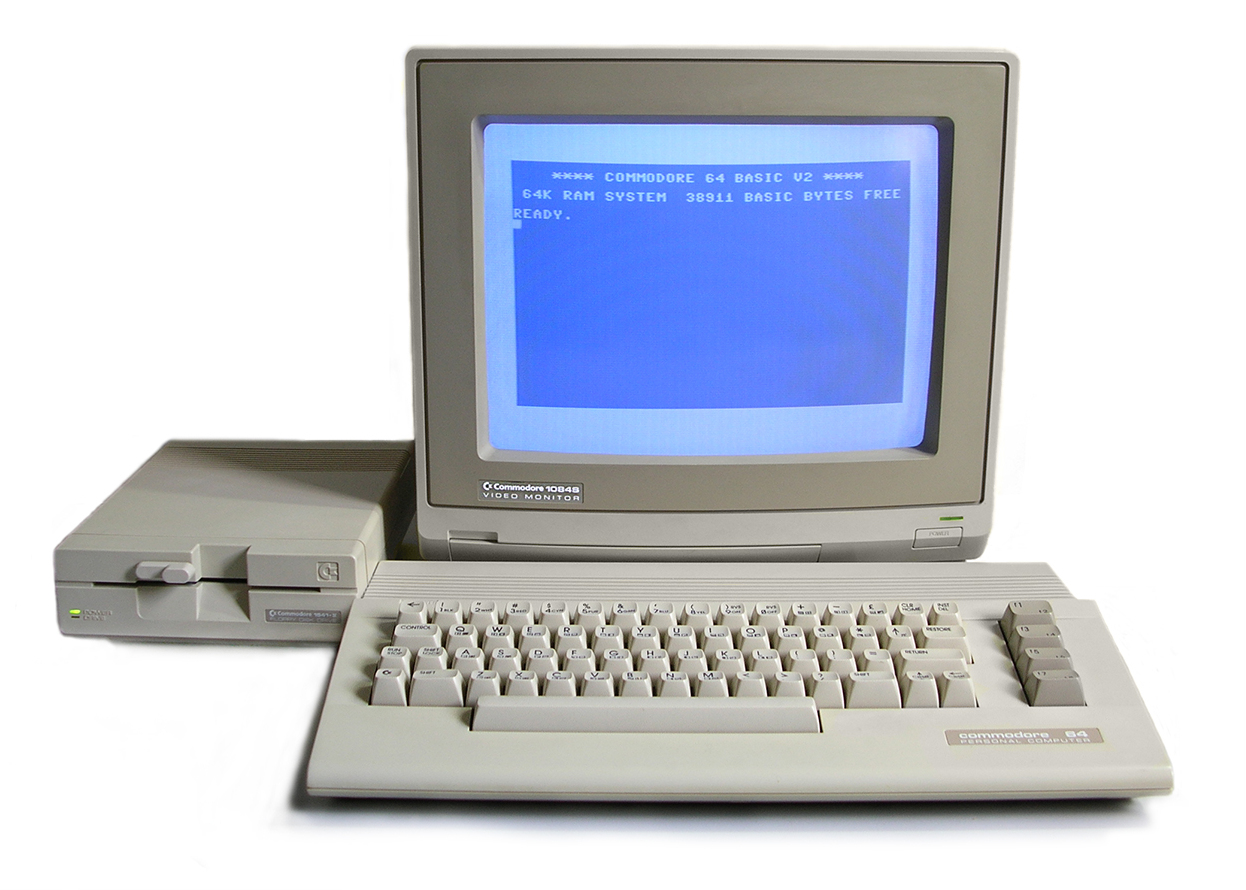
코모도어 64 시스템은 당시 일반적인 가정용 컴퓨터 시스템의 기본 레이아웃을 보여준다. CPU/키보드 장치, 플로피 디스크 드라이브, 전용 컬러 모니터가 그림에 있다. 많은 시스템에는 종이 출력을 위한 도트 매트릭스 프린터도 있었다.

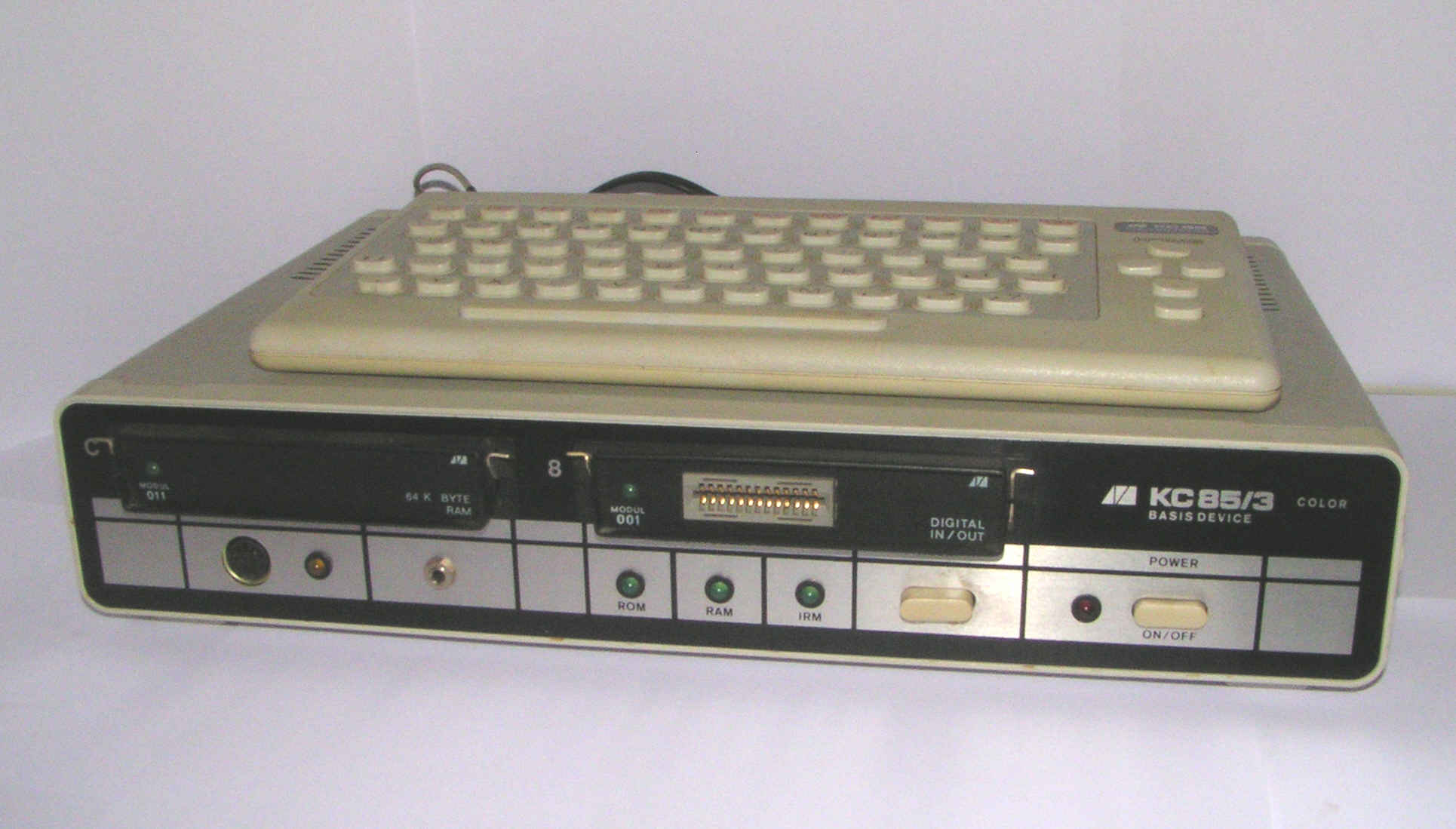
1986년 VEB 마이크로엘렉트로닉 뮐하우젠이 출시하고 자일로그 Z80 클론 기반의 동독 KC 85/3 (키보드가 위에 놓여 있다)

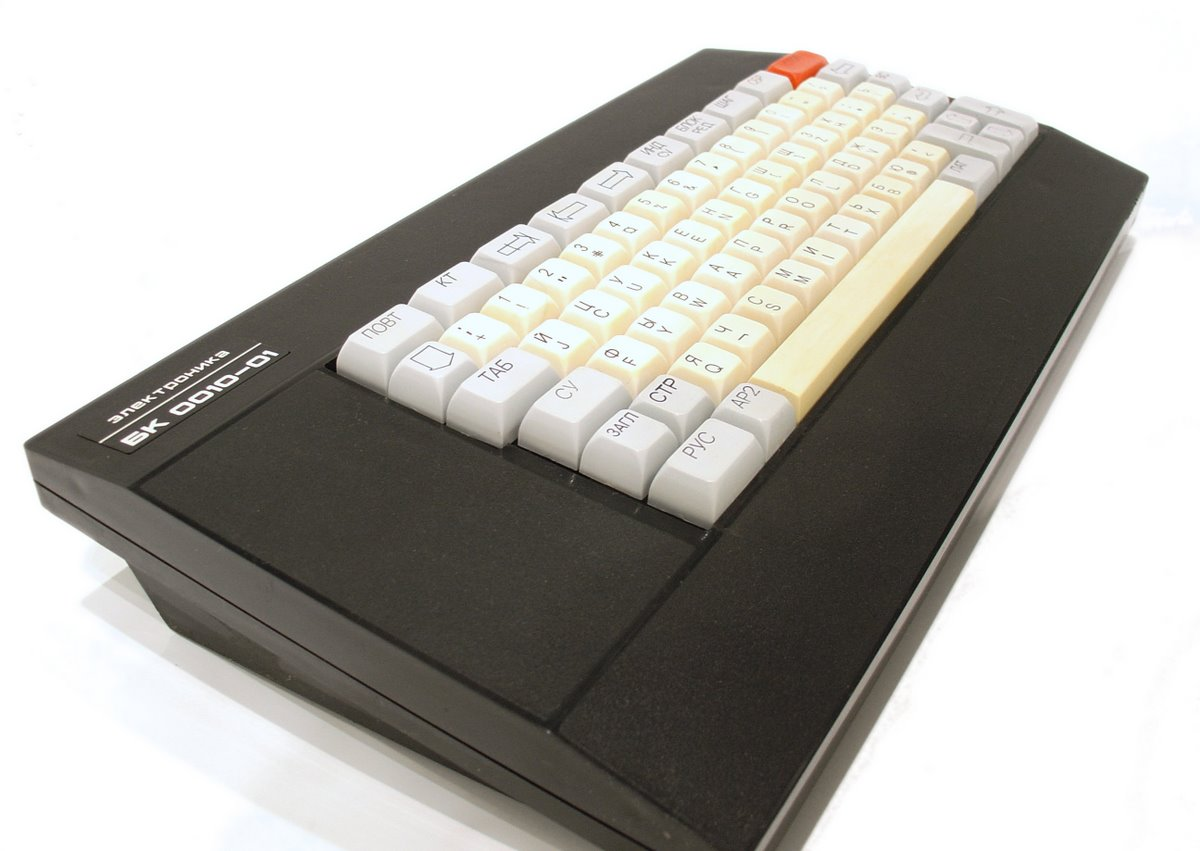
소련의 엘렉트로니카 BK0010.01 가정용 컴퓨터는 K1801VM1 (소련의 LSI-11 호환 CPU)을 기반으로 했으며, 기본적으로 PDP-11의 변형이었다.

많은 가정용 컴퓨터는 겉모습이 비슷했다. 대부분 키보드가 메인보드 또는 더 흔하게는 메인보드와 동일한 케이스에 통합되어 있었다. 확장 가능한 가정용 컴퓨터는 처음부터 등장했지만 (애플 II는 7개의 확장 슬롯을 제공했다) 전체 부문이 일반적으로 저가 시장을 목표로 했기 때문에 그러한 확장성을 허용할 정도로 가격이 책정되거나 위치가 높은 제품은 거의 없었다. 일부 시스템에는 단 하나의 확장 포트만 있었는데, 종종 TI-99/4와 같은 번거로운 "사이드카" 시스템 형태로 구현되거나, 확장 모듈을 연결하기 위해 까다롭고 다루기 어려운 리본 케이블이 필요했다.
초기에는 저렴한 멤브레인 또는 칙릿 키보드가 장착되는 경우도 있었지만, 소비자의 압도적인 선호로 인해 풀 트래블 키보드가 빠르게 보편화되었다. 대부분의 시스템은 RF 변조기를 사용하여 가정용 텔레비전에 20-40 컬럼 텍스트 출력을 표시할 수 있었다. 사실, 텔레비전을 디스플레이로 사용하는 것은 PC 이전 시대 가정용 컴퓨터의 특징이라고 할 수 있다. 비록 이 시장 부문을 위한 전용 컴포지트 또는 "녹색 화면" 컴퓨터 디스플레이가 더 선명한 디스플레이를 제공했지만, 모니터는 종종 사용자가 플로피 디스크 드라이브, 프린터, 모뎀 및 전체 시스템의 다른 부품을 구매한 후에야 구매하는 경우가 많았다. 그 이유는 이러한 TV 모니터가 당시 업계 표준이 되었던 선명하고 읽기 쉬운 80컬럼 텍스트를 표시하는 데 어려움이 있었지만, 실제로 이를 필요로 하는 소비자는 업무 목적으로 기기를 사용하는 파워 사용자뿐이었고, 일반적인 캐주얼 사용자는 시스템을 게임용으로만 사용하고 낮은 해상도에 만족했으며, TV로도 충분했기 때문이다. 중요한 예외는 가정용으로 대량 판매된 최초의 컴퓨터인 라디오셱 TRS-80이었는데, 이는 자체 64컬럼 디스플레이 모니터와 풀 트래블 키보드를 표준 기능으로 포함했다.
이러한 "주변기기 별도 판매" 방식은 가정용 컴퓨터 시대의 또 다른 특징이다. 기본 C-64 시스템을 구매하여 TV에 연결한 첫 컴퓨터 구매자는 게임 기기나 TV 타자기 외에는 아무것도 할 수 없으므로 디스크 드라이브 (코모도어 1541이 유일한 완전 호환 모델) 또는 데이터세트를 구매해야 한다는 것을 알게 될 것이다.
1980년대 초반에는 가정용 컴퓨터에 사용되는 주요 마이크로프로세서는 8비트 모스 테크놀로지 6502 (애플, 코모도어, 아타리, BBC 마이크로)와 자일로그 Z80 (TRS-80, ZX81, ZX 스펙트럼, 코모도어 128, 암스트래드 CPC)였다. 한 가지 예외는 1979년에 16비트 TMS9900 CPU로 발표된 TI-99/4였다. TI는 원래 특별히 설계된 8비트 9985 프로세서를 사용하려고 했으나 이 프로젝트는 취소되었다. 그러나 16비트 CPU를 8비트 9985 시스템에 개조하는 데 필요한 글루 로직은 더 강력한 CPU의 장점을 상쇄했다. 또 다른 예외는 1984년 소련의 엘렉트로니카 BK 시리즈로, 당시에는 완전히 16비트이고 강력한 1801 시리즈 CPU를 사용하여 완전한 PDP-11 호환성과 완전한 기능의 Q-버스 슬롯을 제공했지만, 매우 빈약한 RAM과 그래픽이라는 단점이 있었다. 모토로라 6809는 라디오셱 TRS-80 컬러 컴퓨터, 후지쯔 FM-7, 드래곤 32/64에 사용되었다.
프로세서의 클럭 속도는 6502 및 6809 기반 CPU의 경우 일반적으로 1–2 MHz였고, Z80 기반 시스템의 경우 2–4 MHz였다 (대략 동일한 성능). 하지만 이 측면은 사용자나 제조업체에 의해 강조되지 않았는데, 시스템의 제한된 RAM 용량, 그래픽 능력 및 저장 옵션이 CPU 속도보다 성능에 더 큰 영향을 미쳤기 때문이다. 저가형 컴퓨터의 경우, RAM 메모리 칩 비용이 최종 제품 가격에 크게 기여했으며, 빠른 CPU는 비싸고 빠른 메모리를 요구했다. 결과적으로 설계자들은 클럭 속도를 적절한 수준으로 유지했다. 아타리와 코모도어 8비트 컴퓨터와 같은 일부 경우에는 그래픽 및 오디오 데이터 처리를 가속화하기 위해 코프로세서가 추가되었다. 이러한 컴퓨터의 경우 클럭 속도는 자체 프로그램에 정확한 타이밍이 필요한 사용자에게만 흥미로운 기술적인 세부 사항으로 간주되었다. 부품 비용을 절감하기 위해 종종 컬러 텔레비전 호환 신호를 생성하는 데 사용되는 동일한 결정 진동자가 프로세서 클럭에도 사용되었다. 이는 프로세서가 정격 속도로 거의 작동하지 않았으며, 유럽 및 북미 버전의 동일한 가정용 컴퓨터가 다른 텔레비전 표준으로 인해 약간 다른 속도와 다른 비디오 해상도로 작동하는 부작용이 있었다.
처음에는 많은 가정용 컴퓨터가 당시 보편적으로 사용되던 콤팩트 카세트를 저장 장치로 사용했다. 작동 방식에 대한 대략적인 비유는 파일을 모뎀으로 업로드할 때 전화선에 녹음기를 놓아 "저장"하고, 녹음된 것을 모뎀을 통해 재생하여 "로드"하는 방식과 같다고 할 수 있다. 대부분의 카세트 구현은 악명 높게 느리고 신뢰할 수 없었지만, 8인치 드라이브는 가정용으로 너무 크고, 초기 5.25인치 폼 팩터 드라이브는 비즈니스용으로 가격이 책정되어 대부분의 가정 구매자가 접근하기 어려웠다. 혁신적인 대안은 엑사트론 스트링기 플로피였는데, 이는 데이터 카세트 드라이브보다 훨씬 빠르고 플로피 디스크 드라이브처럼 작동할 수 있는 연속 루프 테이프 드라이브였다. 이는 TRS-80 및 일부 다른 컴퓨터에서 사용할 수 있었다. 밀접하게 관련된 기술은 영국의 싱클레어 리서치가 ZX 스펙트럼 및 QL 가정용 컴퓨터를 위해 개발한 ZX 마이크로드라이브였다.
결국, 5.25인치 드라이브의 대량 생산으로 가격이 하락했으며, 1984년경부터 미국 가정용 컴퓨터 시장에서 카세트 드라이브를 밀어냈다. 5.25인치 플로피 디스크 드라이브는 8비트 시대가 끝날 때까지 표준으로 남아 있었다. 1980년대 후반에 3.5인치 외장 드라이브가 가정용 컴퓨터 시스템에 제공되었지만, 8비트 가정용 컴퓨터용으로 판매된 거의 모든 소프트웨어는 5.25인치 디스크에 남아 있었다. 3.5인치 드라이브는 데이터 저장용으로 사용되었으며, 일본의 MSX 표준만 예외였는데, 이 표준에서는 5.25인치 플로피가 결코 인기를 얻지 못했다. 디스크 형식의 표준화는 일반적이지 않았고, 때로는 동일한 제조업체의 다른 모델조차 다른 디스크 형식을 사용했다. 거의 모든 경우에 8비트 가정용 컴퓨터용으로 제공되는 플로피 디스크 드라이브는 외부 케이스에 들어 있었고, 자체 컨트롤러 보드와 전원 공급 장치가 포함되어 있었다. 나중에 출시된 고급 8비트 가정용 컴퓨터만이 드라이브를 본체 내부에 장착했는데, 여기에는 TRS-80 모델 III, TRS-80 모델 4, 애플 IIc, MSX2, 코모도어 128D가 포함되었다. 아타리 1040ST (520ST는 아님), 아미가, 탠디 1000과 같은 나중에 출시된 16비트 컴퓨터는 플로피 드라이브를 내부에 장착했다. 어쨌든 추가 플로피 드라이브로 컴퓨터를 확장하려면 외부 장치를 연결해야 했다.
가정용 컴퓨터 시대 말기에는 IBM PC와 디스크 형식 호환성을 제공하는 여러 가정용 컴퓨터 모델용 드라이브가 등장했다. 코모도어 128, 아미가, 아타리 ST와 함께 판매된 디스크 드라이브는 모두 PC 디스크를 읽고 쓸 수 있었는데, PC 디스크 자체도 당시 5.25인치에서 3.5인치 형식으로 전환 중이었다 (하지만 5.25인치 드라이브는 5인치 플로피에 대용량 소프트웨어 및 데이터 아카이브가 존재했기 때문에 1990년대 후반까지 PC에서 흔하게 사용되었다). 5.25인치 드라이브는 ST, 아미가, 매킨토시(모두 3.5인치 기반 시스템으로 5.25인치 형식의 다른 용도는 없음)용으로 제공되었다. 하드 드라이브는 가정용 컴퓨터에서 결코 인기를 얻지 못했으며, 주로 BBS 시삽과 소수의 비즈니스 사용자를 위한 비싸고 틈새 시장 제품으로 남아 있었다.
플로피 디스크용으로 다양한 복사 방지 방식이 개발되었지만, 대부분은 단시간에 해제되었다. 많은 사용자는 디스크 마모가 완전히 플로피 기반 시스템에서 중요한 문제였기 때문에 게임에 대한 복사 방지만 허용했다. 필수 응용 프로그램 소프트웨어의 "작업 백업" 디스크를 만들 수 있는 능력은 중요하게 여겨졌다. 일반적인 보호 방식을 복사하거나 제거할 수 있는 능력을 광고하는 복사 프로그램은 이 DMCA 이전 시대에 흔한 유틸리티 프로그램 범주였다.
가정용 컴퓨터의 또 다른 특징은 명령줄 인터페이스 대신 BASIC 인터프리터가 사용자 인터페이스로서 이중 역할을 했다는 점이다. 문자 기반의 비주얼 에디터 또는 라인 에디터와 결합되어, BASIC의 파일 관리 명령어를 직접 모드에서 입력할 수 있었다. 최신 컴퓨터와 대조적으로, 가정용 컴퓨터는 대부분의 경우 운영 체제(OS)가 ROM 칩에 저장되어 있었다. 이로 인해 시작 시간이 매우 빨랐지만 (몇 초 이내), 새 장치를 구매하지 않고는 OS 업그레이드가 어렵거나 불가능했다. 일반적으로 가장 심각한 버그만 사용자가 비용을 지불하여 새로운 ROM을 교체하는 방식으로 수정되었다. 또한 가정용 컴퓨터 "운영 체제" (오늘날에는 커널이라고 불리는 것보다 약간 더 많은 것에 불과했다)의 작은 크기와 제한된 범위는 버그가 숨을 여지를 거의 남기지 않았다.
최신 운영 체제는 개발을 용이하게 하고 표준화를 촉진하기 위해 광범위한 프로그래밍 라이브러리를 포함하고 있지만, 가정용 컴퓨터 운영 체제는 응용 프로그램에 거의 지원을 제공하지 않았다. 전문적으로 작성된 소프트웨어는 어쨌든 ROM 기반 OS를 교체하여 차지하던 주소 공간을 확보하고 RAM 용량을 최대화했다. 이를 통해 프로그램은 하드웨어를 완전히 제어하고 프로그래머가 특정 작업에 대한 성능을 최적화할 수 있었다. 게임은 종종 사용하지 않는 I/O 포트와 해당 포트를 서비스하는 인터럽트를 끄기도 했다. 다중 작업이 가정용 컴퓨터에서 흔하지 않았기 때문에 이러한 관행은 사용자에게 거의 눈에 띄지 않았다. 대부분의 소프트웨어는 종료 명령조차 없었으며, 다른 용도로 시스템을 사용하려면 재부팅해야 했다.
초기의 카세트 지향적인 특성을 반영하여 대부분의 가정용 컴퓨터는 메인 OS와 별도로 디스크 운영체제(DOS)를 로드했다. DOS는 디스크 및 파일 관련 명령에만 사용되었으며 다른 컴퓨팅 기능을 수행하는 데 필요하지 않았다. 한 가지 예외는 코모도어 도스로, 컴퓨터의 메인 메모리에 전혀 로드되지 않았다. 코모도어 디스크 드라이브에는 6502 프로세서가 포함되어 있었고 내부 ROM에서 DOS를 실행했다. 이는 코모도어 시스템에 일부 고급 기능을 제공했다. 예를 들어 유틸리티 프로그램이 디스크 복사 루틴을 드라이브에 사이드로드하고 드라이브가 자체적으로 디스크를 복사하는 동안 사용자에게 제어권을 반환할 수 있었다. 그러나 이는 또한 코모도어 드라이브를 더 비싸고 복제하기 어렵게 만들었다.
많은 가정용 컴퓨터에는 롬 기반 소프트웨어를 수용하는 롬 카트리지 인터페이스가 있었다. 이것은 패스트 로더와 같은 확장 또는 업그레이드에도 사용되었다. 카트리지에 응용 소프트웨어가 존재하여 즉시 로드되고 단일 드라이브 설정에서 디스크 스왑의 필요성을 없앴지만, 카트리지의 대다수는 게임이었다.

### 가정에서의 PC
1981년 IBM 개인용 컴퓨터 (흔히 PC로 알려짐)가 출시되면서 기업, 비즈니스, 정부 부문용 컴퓨터 시장은 새로운 기기와 MS-DOS 운영 체제에 의해 지배되었다. 기본적인 PC조차도 수천 달러에 달해 일반적인 가정용 컴퓨터 사용자에게는 너무 비쌌다. 그러나 다음 해에 기술 발전과 제조 능력 향상 (주로 로봇 공학의 더 큰 사용과 아시아 저임금 지역으로의 생산 공장 이전)으로 인해 여러 컴퓨터 회사가 라디오셱, 코모도어, 아타리, 텍사스 인스트루먼트, 싱클레어와 같은 8비트 가정용 시장 개척자들과 경쟁할 수 있는 저렴한 PC 스타일 기기를 제공할 수 있게 되었다. PC는 이러한 기기들만큼 저렴해질 수는 없었는데, 동일한 가격 인하 조치가 모든 컴퓨터 제조업체에 적용되었기 때문이다. 더욱이 PC 스타일 컴퓨터의 소프트웨어와 주변 장치는 값비싼 IBM PC로 인한 앵커링 효과 때문에 8비트 컴퓨터보다 더 비싼 경향이 있었다. 또한 PC는 가정용 TV를 비디오 디스플레이로 사용할 수 없었기 때문에 본질적으로 더 비쌌다. 그럼에도 불구하고, 제조 비용의 전반적인 감소는 오래된 8비트 기술과 새로운 PC 간의 가격 차이를 좁혔다. 절대 가격은 더 높았음에도 불구하고, PC는 우수한 생산성 도구로서의 유용성과 업계 표준 소프트웨어에 대한 접근성 때문에 많은 사람들에게 더 나은 가치로 인식되었다. 또 다른 장점은 8088/8086의 넓은 20비트 주소 버스였다. PC는 비교적 저렴하게 64킬로바이트 이상의 메모리에 접근할 수 있었다 (일반적으로 다중화된 16비트 주소 버스를 가진 8비트 CPU는 뱅크 전환과 같은 복잡하고 까다로운 메모리 관리 기술을 필요로 했다). 마찬가지로, 기본 PC 플로피는 양면이었고, 8비트 가정용 컴퓨터에서 사용되는 플로피 디스크의 약 두 배의 저장 용량을 가졌다. PC 드라이브는 대부분 내장되어 외부 케이스, 컨트롤러 또는 전원 공급 장치가 필요 없었기 때문에 비용이 저렴한 경향이 있었다. 나중에 출시된 인텔 CPU에 사용할 수 있었던 더 빠른 클럭 속도와 더 넓은 버스는 코모도어 및 아타리의 맞춤형 그래픽 및 사운드 칩을 어느 정도 보완했다. 시간이 지남에 따라 가정용 PC의 인기가 높아지면서 많은 소프트웨어 출판사들이 게임 및 아동용 소프트웨어 타이틀을 제공하게 되었다.
컴퓨터 산업의 많은 의사 결정자들은 직장에서 PC/DOS 컴퓨터를 사용하는 사무직 직원들에게 주말이나 주말에 데이터를 담은 플로피 디스크를 집으로 가져와 "가정용" 컴퓨터에서 퇴근 후에도 작업을 계속할 수 있는 기능이 유용할 것이라고 믿었다. 따라서 저렴하고 사용자 친화적인 PC에서 업계 표준 MS-DOS 소프트웨어를 실행할 수 있는 능력은 새로운 판매의 원천으로 기대되었다. 더욱이, 업계의 많은 사람들은 MS-DOS가 결국 (필연적으로 보였다) 컴퓨터 사업 전체를 지배하게 될 것이라고 생각했으며, 일부 제조업체는 개인 고객에게 가정 시장에 적합한 PC 스타일 제품을 제공할 필요성을 느꼈다.
1984년 초, 시장 거대 기업 IBM은 PCjr을 PC/DOS 호환 기종으로 생산하여 가정 사용자를 직접 겨냥했다. 그러나 IBM이 수익성 있는 PC의 판매를 잠식하는 것을 피하기 위해 의도적으로 기능과 확장 가능성을 제한했기 때문에 엄청난 실패로 끝났다. IBM 경영진은 PCjr을 너무 강력하게 만들면 너무 많은 구매자들이 더 크고 비싼 PC보다 PCjr을 선호할 것이라고 믿었다. 컴퓨터 언론의 좋지 않은 평가와 저조한 판매로 PCjr은 운명을 맞이했다.
탠디 코퍼레이션은 11월에 PCjr 호환 탠디 1000으로 IBM의 실수를 만회했다. PCjr과 마찬가지로 가정, 교육 및 소규모 비즈니스 컴퓨터로 홍보되었으며, 조이스틱 포트, 향상된 사운드 및 그래픽 (PCjr과 동일하지만 향상됨)을 거의 PC/DOS 호환성 (탠디의 이전 탠디 2000과 다름)과 결합했다. 향상된 탠디 1000 비디오 하드웨어는 자체 표준인 탠디 그래픽스 어댑터 또는 TGA가 되었다. 나중에 탠디는 애플 II와 유사한 폼 팩터 (CPU, 키보드, 확장 슬롯 및 전원 공급 장치가 슬림라인 캐비닛에 포함)에 플로피 디스크 드라이브도 포함된 탠디 1000 EX 및 HX 모델 (나중에 1000 RL로 대체됨)과 같이 가정용 컴퓨터 시장에 더욱 적합한 폼 팩터와 가격대의 탠디 1000 변형을 생산했다. 독점적인 데스크메이트 생산성 스위트가 탠디 1000과 함께 번들로 제공되었다. 데스크메이트는 포인트 앤 클릭 (그래픽은 아니지만) 사용자 인터페이스로 컴퓨터 초보자가 사용하기에 적합했다. 탠디 1000 시리즈 출시 이후, 탠디의 고밀도 ASIC 칩 기술 사용으로 인해 생산 비용 경쟁력이 생겼는데, 이는 엔지니어가 많은 하드웨어 기능을 메인보드에 통합할 수 있도록 했기 때문이다 (다른 브랜드 PC와 같이 확장 슬롯에 회로 카드가 필요하지 않음). 탠디는 제조 작업을 아시아로 이전하지 않았으며, 모든 탠디 데스크톱 컴퓨터는 미국에서 제작되었다 (랩톱 및 포켓 컴퓨터, 주변 장치는 제외).
1985년, 저렴한 도트 매트릭스 프린터 및 비즈니스 컴퓨터 (QX-10 및 QX-16)로 인기 있고 존경받는 제조업체였던 엡손 사는 저가형 엡손 에퀴티 PC를 출시했다. 설계자들은 몇 개의 확장 슬롯 부족 및 8087 수학 칩 소켓 부족과 같은 사소한 단축키를 사용했지만, 엡손은 초보 사용자를 위한 적절한 턴키 기능을 제공하는 일부 유틸리티 프로그램을 번들로 제공했다. 고성능은 아니었지만, 에퀴티는 비슷한 구성의 IBM PC 가격의 절반에 신뢰성 있고 호환 가능한 디자인이었다. 엡손은 종종 자사 프린터 중 하나를 원가로 번들로 제공하여 판매를 촉진했다. 에퀴티 I은 에퀴티 II 및 에퀴티 III와 같은 후속 에퀴티 라인을 지속할 만큼 충분히 잘 팔렸다.
1986년, 영국의 가정용 컴퓨터 제조업체 암스트래드는 영국에서 판매할 PC1512 PC 호환 기종을 생산하기 시작했다. 나중에 이들은 이 기기를 미국에서 PC6400으로 판매할 것이다. 1987년 6월에는 향상된 모델인 PC1640이 생산되었다. 이 기기들은 빠른 8086 CPU, 향상된 CGA 그래픽을 가졌으며, 저렴한 가격에 풍부한 기능을 제공했다. 키보드에 조이스틱 어댑터가 내장되어 있었고, 디지털 리서치의 GEM 라이선스 버전인 GUI가 MS-DOS 운영 체제용으로 함께 제공되었다. 이들은 가정 시장에서 미미한 성공을 거두었다.
1987년, 오랫동안 소형 컴퓨터 제조업체였던 제니스는 저가형 PC인 이지 PC를 출시했다. 이것은 초기 애플 매킨토시와 비슷한 "가전" 컴퓨터로 포지셔닝되었다. 턴키 시작, 내장 흑백 비디오 모니터, 확장 슬롯 부족으로 제니스에서만 제공되는 독점적인 애드온이 필요했지만, 대신 전통적인 MS-DOS 명령줄 인터페이스를 사용했다. 이지 PC는 당시에는 다소 느렸던 터보 NEC V40 CPU(업그레이드된 8088)를 사용했지만, 비디오 모니터는 400픽셀 수직 해상도를 지원했다. 이 독특한 컴퓨터는 IBM의 PCjr과 동일한 이유로 실패했다: 낮은 성능과 확장성, 그리고 가정 시장에는 너무 높은 가격.
가정용 저가형 PC를 제공한 또 다른 회사는 리딩 엣지로, Model M 및 Model D 컴퓨터를 출시했다. 이들은 완벽한 비즈니스 PC처럼 구성되었지만, 리딩 엣지가 아시아 제조 파트너인 미쓰비시 그룹 (Model M) 및 대우전자 (Model D)로부터 저가형 하드웨어에 접근할 수 있었기 때문에 가격 면에서 가정 시장에서 경쟁력을 유지할 수 있었다. LEWP는 Model D와 함께 번들로 제공되었다. 컴퓨터 언론으로부터 호평을 받았고 매우 잘 팔렸다.
1980년대 중반까지 가정용 저가형 PC 시장은 급속도로 확장되어, 미국 내 두 선두 주자인 코모도어와 아타리도 자체 PC 라인을 통해 시장에 진출할 수밖에 없었다. 이들은 PC만 만든 다른 회사들과 비교하여 미미한 성공을 거두었다.
그럼에도 불구하고, 나중에 다양한 제조업체의 화이트 박스 PC 클론 컴퓨터의 가격은 고급 가정용 컴퓨터와 경쟁력을 갖게 되었다 (아래 참조). 1980년대 내내 비용과 가격은 고급 회로 설계 및 제조, 다기능 확장 카드, PC-Talk, PC-Write, PC-File과 같은 셰어웨어 응용 프로그램, 향상된 하드웨어 신뢰성, 그리고 고객 지원 서비스가 덜 필요한 사용자 친화적인 소프트웨어로 인해 계속해서 하락했다. 더 빠른 프로세서 및 메모리 칩, 저렴한 EGA 및 VGA 비디오 카드, 사운드 카드, 조이스틱 어댑터의 증가하는 가용성 또한 PC/DOS 컴퓨터를 특수 제작된 컴퓨터 및 가정용 게임 콘솔의 대안으로서의 가능성을 높였다.

### 고성능
1985년경부터 가정용 컴퓨터 시장의 고급 부문은 16비트 모토로라 68000 칩을 사용하는 "차세대" 가정용 컴퓨터에 의해 지배되기 시작했는데, 이는 아미가 및 아타리 ST 시리즈의 능력을 크게 향상시켰다 (영국에서는 싱클레어 QL이 외부 8비트 버스를 가진 모토로라 68008을 기반으로 제작되었다). 그래픽 해상도는 대략 NTSC급 해상도로 약 두 배가 되었고, 색상 팔레트는 수십 개에서 수백 또는 수천 개의 사용 가능한 색상으로 증가했다. 아미가는 고성능 비디오 및 오디오를 위한 전용 그래픽 및 사운드 코프로세서가 있는 맞춤형 칩셋으로 제작되었다. 아미가는 독립형 컴퓨터로는 처음으로 데스크톱 비디오용 워크스테이션으로 사용되었으며, 수천 달러가 드는 전용 모션 비디오 처리 장비보다 훨씬 저렴했다. 스테레오 사운드는 처음으로 표준이 되었다. 아타리 ST는 음악 제작을 위한 저렴한 MIDI 장비의 대안으로 인기를 얻었다.
68000 기반 시스템의 클럭 속도는 약 8 MHz였고, RAM 용량은 256 킬로바이트 (기본 아미가 1000의 경우)부터 1024 메비바이트 (1 메가바이트, 획기적인, 아타리 1040ST에서 처음 선보임)까지였다. 이 시스템들은 처음부터 3.5인치 플로피 디스크를 사용했지만, IBM PC 호환 기종과의 데이터 교환을 용이하게 하기 위해 5.25인치 드라이브도 제공되었다. 아미가와 ST 모두 창 기술을 사용하는 GUI를 가졌다. 이는 매킨토시에서 영감을 받았지만, 1985년 매킨토시의 정가는 2495달러로 대부분의 가정에는 너무 비쌌다. 특히 아미가는 진정한 멀티태스킹 기능을 가지고 있었고, 당시 다른 모든 저가형 컴퓨터와 달리 자체 창에서 여러 응용 프로그램을 실행할 수 있었다.
MSX 컴퓨터의 2세대(MSX2)는 512x424 픽셀의 해상도와 512색 팔레트에서 256가지 동시 색상을 처리할 수 있는 고속 비디오 프로세서(야마하 V9938)를 사용하여 고성능 컴퓨터의 성능을 달성했다.

### MSX
MSX는 가정용 컴퓨팅을 위한 보편적인 플랫폼이 되고자 의도되었던 가정용 컴퓨팅 아키텍처의 표준이었다. 이는 마이크로소프트 재팬과 아스키가 구상, 설계 및 판매했다. MSX 표준을 따르는 컴퓨터는 일본의 대부분의 주요 전자 제조업체뿐만 아니라 한국의 두 곳과 유럽 및 남미의 여러 곳에서 생산되었다. 일본에서만 약 500만 대가 판매된 것으로 알려져 있다. 전 세계적으로는 더 적은 수량이 판매되었다. 1983-85년 동안 미국 가정용 컴퓨터 시장에서 벌어진 "가격 전쟁" 때문에 MSX 컴퓨터는 미국에서 크게 판매되지 않았다. 결국 더 발전된 주류 가정용 컴퓨터와 게임 콘솔이 MSX 기기를 구식으로 만들었다.
MSX 컴퓨터는 자일로그 Z80 8비트 프로세서를 기반으로 구축되었으며, 인텔, 텍사스 인스트루먼트 및 제너럴 인스트루먼트에서 공급하는 전용 비디오 그래픽 및 오디오 코프로세서의 지원을 받았다. MSX 컴퓨터는 일본의 전통적인 게임 소프트웨어 출판사로부터 많은 소프트웨어 지원을 받았다. 마이크로소프트는 인기 있는 MS-DOS의 버전인 MSX-DOS 운영 체제를 개발했는데, 이는 이 기기의 아키텍처에 맞춰졌으며 CP/M 소프트웨어를 직접 실행할 수도 있었다.

## 무선 주파수 간섭
첫 번째 게임 콘솔과 컴퓨터가 미국 가정에 들어선 후, 미국 연방 통신 위원회(FCC)는 텔레비전 수신에 대한 전자기 간섭 불만을 접수하기 시작했다. 1979년까지 FCC는 가정용 컴퓨터 제조업체에 무선 주파수 간섭 테스트를 위한 샘플을 제출하도록 요구했다. 그 결과 "1세대" 가정용 컴퓨터가 가정용으로 너무 많은 무선 주파수 잡음을 방출하는 것으로 나타났다. 아타리 400과 800은 새로운 요구 사항을 충족하기 위해 무거운 RF 차폐를 사용하여 설계되었다. 1980년부터 1982년 사이에 가정용 컴퓨터의 RF 방출을 규제하는 규제가 단계적으로 도입되었다. 일부 회사들은 FCC에 가정용 컴퓨터에 대한 요구 사항 면제를 요청했고, 다른 회사들(규정을 준수한 디자인을 가진)은 면제에 반대했다. 결국 간섭 억제 기술이 표준화되었다.

## 수용 및 사회학적 영향
1977년, 가정용 컴퓨터 시대가 도래했을 때 가정 자동화에 사용되는 컴퓨터를 언급하며 디지털 이큅먼트 코퍼레이션 CEO 켄 올슨은 "어떤 개인도 집에 컴퓨터를 가질 이유가 없다"고 말했다. 올슨의 경고에도 불구하고 1970년대 후반부터 1980년대 초반, 약 1977년부터 1983년까지는 컴퓨터가 이전 수십 년 동안 비즈니스 관행을 혁신했던 것처럼 가정과 가족 생활의 많은 측면을 곧 혁신할 것이라고 널리 예측되었다. 어머니는 "주방 컴퓨터" 데이터베이스에 요리법을 보관하고 육아에 도움이 필요할 때 의료 데이터베이스를 찾을 것이며, 아버지는 가족 컴퓨터를 사용하여 가계 재정을 관리하고 자동차 유지 보수를 추적할 것이다. 아이들은 학교 숙제를 위해 온라인 백과사전을 사용하고 열렬한 비디오 게이머가 될 것이다. 컴퓨터는 심지어 어린 아이들의 탁아에도 사용될 것이다. 가정 자동화는 1980년대의 지능형 주택을 가져올 것이다. 비디오텍스, NAPLPS 또는 어떤 모호하게 개념화된 컴퓨터 기술을 사용하여 텔레비전은 상호작용성을 얻을 것이다. 텔레비전을 통해 한 주의 식료품 쇼핑을 할 수 있을 것이다. "개인화된 신문" (텔레비전 화면에 표시될)은 또 다른 흔히 예측된 응용 프로그램이었다. 아침 커피는 컴퓨터 제어 하에 자동으로 추출될 것이다. 동일한 가정용 컴퓨터가 집의 조명과 온도를 제어할 것이다. 로봇은 쓰레기를 버리고 가정용 컴퓨터를 통해 새로운 작업을 수행하도록 프로그래밍될 것이다. 전자기기는 비쌌기 때문에 일반적으로 각 가정에는 온 가족이 사용할 컴퓨터가 한 대만 있을 것으로 가정되었다. 가정 제어는 멀티태스킹 시분할 방식으로 수행될 것이며, 제어할 것으로 예상되는 다양한 장치와의 인터페이스를 갖출 것이다.
이 모든 것은 1980년대 말까지 흔해질 것으로 예측되었지만, 1987년에 댄 거트먼은 예측된 혁명이 "망가졌다"고 썼으며, 미국 가정의 15%만이 컴퓨터를 소유하고 있다고 밝혔다. 예측되었던 거의 모든 측면은 나중에 또는 완전히 나중의 기술 개발에 의해 지연되거나 초과되었다. 1980년대 초반의 가정용 컴퓨터는 다중작업을 할 수 없었기 때문에 가정 자동화 또는 엔터테인먼트 기기로 사용하려면 항상 전원이 켜져 있고 이 용도로만 전용되어야 했다. 컴퓨터가 오늘날처럼 여러 목적으로 동시에 사용될 수 있었더라도 다른 기술적 한계가 지배적이었다. 메모리 용량은 전체 백과사전이나 재무 기록 데이터베이스를 저장하기에는 너무 작았고, 플로피 디스크 기반 저장은 멀티미디어 작업에 용량과 속도 모두 부적합했으며, 가정용 컴퓨터의 그래픽 칩은 신문을 읽기 어려울 정도로 블록형이고 비현실적인 이미지와 흐릿하고 들쭉날쭉한 텍스트만 표시할 수 있었다. CD-ROM 기술은 1985년에 미래 사용에 대한 많은 기대를 안고 도입되었지만, 드라이브는 엄청나게 비쌌고 IBM PC 및 호환 기종과만 인터페이스되었다.
보스턴 피닉스는 1983년에 "사람들은 체크북 잔액을 맞추고 주방 요리법을 정리하는 것과 같은 '응용 프로그램'이 실제로는 포켓 계산기와 인덱스 카드 상자로 더 빠르고 쉽게 할 수 있다는 사실을 깨닫고 있다"고 밝혔다. inCider는 "회사는 아마추어만으로는 살 수 없다"고 언급했다. 거트먼은 1984년 첫 컴퓨터 붐이 끝났을 때 "갑자기 모든 사람들이 가정용 컴퓨터는 유행일 뿐, 또 다른 훌라후프에 불과하다고 말하기 시작했다"고 썼다. 퍼스널 컴퓨팅의 발행인 로버트 리든은 1985년에 가정 시장이 "실제로 존재한 적이 없다. 그것은 유행이었다. 집에 컴퓨터를 살 사람은 거의 다 샀다"고 말했고, 애플이 2년 안에 존재하지 않을 것이라고 예측했다.
반발이 시작되었다; 컴퓨터 사용자는 "괴짜", "너드" 또는 더 나쁘게는 "해커"로 불렸다. 1983년 비디오 게임 위기는 제조업체가 시장에서 철수하거나 파산하면서 '미래 기술'에 대한 막대한 투자가 막다른 골목으로 변하는 것을 보면서 많은 사람들이 가정용 컴퓨터 기술에 대해 회의감을 느끼게 했다. 거실에서 사용하기 위해 구매했던 컴퓨터들은 벽장에 잊혀지거나 지하실이나 아이들 침실로 격하되어 게임과 가끔의 독후감에만 사용되었다. 1980년대의 가정용 컴퓨터는 "용도를 찾는 기술"이라고 불렸다. 1984년 탠디 경영진 스티브 라이닝거(TRS-80 모델 I의 설계자)는 "워드 프로세싱 외에는 가정용 컴퓨터를 구매할 만한 설득력 있는 이유를 업계에서 찾지 못했다"고 인정했다. 1985년 한 연구에 따르면, 일반적인 한 주 동안 성인 컴퓨터 소유자의 40%가 컴퓨터를 전혀 사용하지 않았다. 아동의 사용률은 더 높았지만, 가정에서는 6-17세 아동의 16-20%만이 일반적인 한 주 동안 컴퓨터를 사용하지 않았다고 보고했다.
기술이 발전하고 그래픽 사용자 인터페이스가 비기술 사용자에게 컴퓨터를 쉽게 접근하게 하며, 월드 와이드 웹이 대부분의 사람들이 집에 컴퓨터를 갖고 싶어 할 만한 설득력 있는 이유를 제공하는 데는 10년이 더 걸릴 것이다. 1998년 별도의 연구에 따르면 인터넷 접속 미국인의 75%가 주로 집에서 접속했으며, 집에서 인터넷 접속이 불가능하면 인터넷 사용을 방해받는 것으로 나타났다. 1990년대에 컴퓨터가 가정에 들어섰고, 일반적으로 "개인" 또는 "가정용" 컴퓨터라고 불렸지만, 이 10년 동안 가정에서 흔히 사용되던 기기는 여러 사용자 계정을 통해 가족 구성원 모두가 공유하는 대형 데스크톱 컴퓨터였다.
가정용 컴퓨터 혁명의 많은 꿈은 2000년대와 2010년대에 완전히 실현되었지만, 종종 예상치 못한 방식으로 이루어졌다. 컴퓨터 시스템 비용이 급격히 떨어지면서 개인이 자신의 개인 컴퓨팅 하드웨어에 접근할 수 있게 되었고, 2010년대에는 공유 데스크톱 기기가 가정에서 사라졌다. 더 나은 네트워크 연결성과 속도로 백과사전, 요리책, 의료 데이터베이스와 같은 자료들이 온라인으로 이동하여 이제 인터넷을 통해 접근되며, 이 시기 동안 플로피 디스크와 CD-ROM과 같은 로컬 저장 솔루션은 이러한 목적에서 사용되지 않게 되었다. 텔레비전은 자체적으로 상당한 상호 작용성을 얻지 못했다. 라이브 스트리밍 및 온디맨드 콘텐츠와 같은 새로운 형태의 대화형 미디어 소비는 대신 인터넷 비디오 플랫폼에서 발전했으며 점차 전통적인 방송 모델을 대체했다. 2020년대 현재, 대화형 미디어 소비는 모든 크기의 화면에서 이루어지고 있으며, 전통적인 텔레비전은 2010년대 후반에 기술이 성숙한 후에야 전통적인 텔레비전 형태를 가진 인터넷 연결 컴퓨터인 스마트 TV로 대체되었다. 가정 자동화의 약속은 가정용 컴퓨터가 아닌 소형 임베디드 시스템 장치에 의해 실현되었으며, 사용자 제어형 대화형 가정 자동화의 꿈은 2010년대에 이러한 임베디드 장치가 외부 관리되는 클라우드 서버에 인터넷을 통해 연결되기 시작하면서 비로소 실현되었다. 2000년대 내내 룸바와 아이보와 같은 로봇이 가정에 진출하기 시작했지만, 2010년대 내내 주로 청소와 같은 작업에 한정된 틈새 시장 제품으로 남아 있었다.
이러한 지연은 준비되지 않은 대중에게 새로 도입된 다른 기술과도 다르지 않았다. 초창기 운전자들은 "말을 타라!"는 외침으로 널리 조롱을 받았다. 자동차가 받아들여질 때까지는 말이다. 텔레비전은 정기적인 공중파 방송이 시작되기 전 수십 년 동안 연구실에 머물러 있었다. 기술 응용 분야가 변화하는 예로, 라디오 발명 이전에는 전화가 오페라와 뉴스 보도를 배포하는 데 사용되었는데, 당시 구독자들은 "문맹, 맹인, 병상에 누워 있거나 치료 불능으로 게으른 사람들"이라고 비난받았다. 마찬가지로, 오늘날 컴퓨터가 일상생활에 받아들여지는 것은 기술과 인식의 지속적인 발전의 결과이다.

## 21세기 사용
레트로컴퓨팅은 빈티지 하드웨어를 사용하여 웹 서핑 및 이메일과 같은 최신 작업을 수행하는 것이다. 프로그래밍 기술이 발전하고 이러한 시스템이 수십 년간 사용된 후 잘 이해되면서, 가정용 컴퓨터 설계자들이 꿈꾸지 못했던 기능을 부여하는 소프트웨어를 작성하는 것이 가능해졌다. Contiki OS는 애플 II, 코모도어 8비트 및 아타리 ST (16비트) 플랫폼에 GUI 및 TCP/IP 스택을 구현하여 이들 가정용 컴퓨터가 인터넷 클라이언트 및 서버로 모두 작동할 수 있도록 한다.
코모도어 64는 제리 엘스워스가 현대적인 향상을 통해 설계한 C-One 및 C64 Direct-to-TV로 재포장되었다.
1990년대와 21세기 첫 10년 내내 많은 가정용 컴퓨터 시스템이 차고 세일과 이베이에서 저렴하게 구할 수 있었다. 많은 애호가들이 가정용 컴퓨터를 수집하기 시작했으며, 오래되고 희귀한 시스템이 특히 인기를 얻었다. 때로는 이러한 수집품이 웹 사이트에 가상 박물관으로 전시되기도 했다.
자주 저렴하게 제조된 하드웨어가 노후화되고 교체 부품 공급이 줄어들면서, 애호가들 사이에서는 현대 컴퓨터에서 이러한 기계를 에뮬레이트하여 소프트웨어 환경을 재현하는 것이 인기를 얻고 있다. 가장 잘 알려진 에뮬레이터 중 하나는 대부분의 잘 알려진 가정용 컴퓨터를 에뮬레이트할 수 있는 MAME (Multi Emulator Super System)이다. 가정용 컴퓨터 에뮬레이터의 거의 완전한 목록은 컴퓨터 시스템 에뮬레이터 목록 문서에서 찾을 수 있다. 많은 8비트 및 16비트 가정용 컴퓨터 게임은 Wii 버추얼 콘솔에서 이용 가능해졌다.

## 주요 가정용 컴퓨터

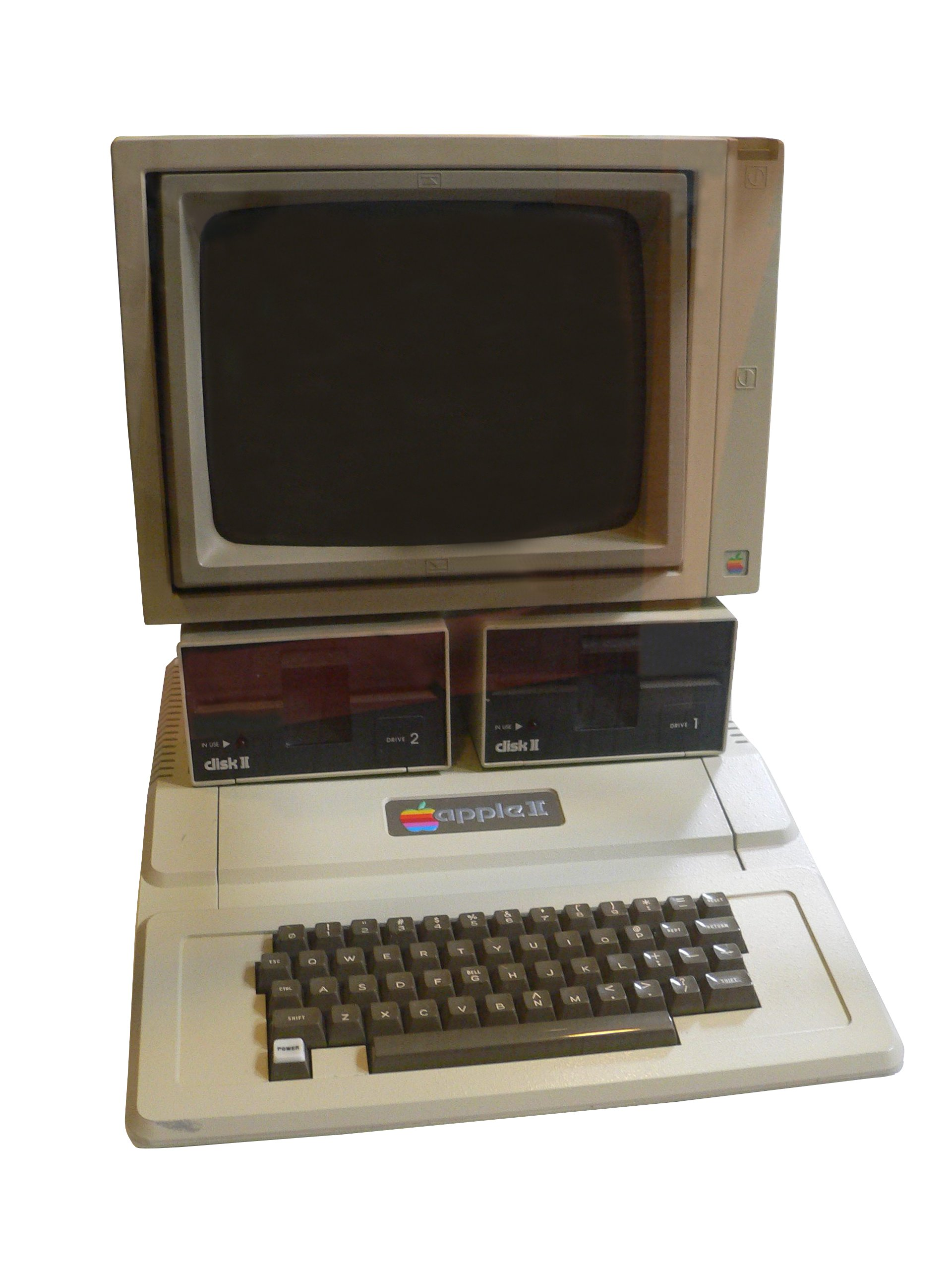
두 개의 디스크 II 디스크 드라이브와 애플 모니터를 갖춘 1977년 애플 II

아래 타임라인은 1970년대 후반과 1980년대의 가장 인기 있거나 중요한 가정용 컴퓨터 중 다수를 설명한다.
1985년까지 미국에서 가장 인기 있었던 가정용 컴퓨터는 TRS-80 (1977), 다양한 애플 II 모델 (1977년 처음 출시), 아타리 400/800 (1979) 및 후속 모델, VIC-20 (1980), 그리고 코모도어 64 (1982)였다. VIC-20은 100만 대 이상 판매된 최초의 컴퓨터였다. 1983년 한때 코모도어는 업계의 나머지 컴퓨터를 모두 합친 것만큼 많은 64를 판매했다.
영국 시장은 달랐는데, 비교적 높은 가격과 낮은 가처분 소득으로 인해 대부분의 미국 제품의 매력이 떨어졌기 때문이다. New Scientist는 1977년에 "미국 키트의 달러 가격은 영국에 도달할 때쯤이면 빠르게 파운드 스털링으로 같은 숫자로 변환된다"고 밝혔다. 코모도어 64 역시 인기가 있었지만, BYTE 칼럼니스트는 1985년에 다음과 같이 언급했다.
영국 시민이 미국 잡지에 가정용 컴퓨터에 대해 쓰는 것은 쉽지 않다. 우리는 대서양 반대편에서는 완전히 다른 것을 지칭하는 데 이 용어를 사용한다.
미국에서는 애플 II가 가정용 컴퓨터이다. 작은 구성의 IBM PC도 가정용 컴퓨터이며, 매킨토시도 가정용 컴퓨터이다. 가정용 컴퓨터는 대용량 저장 장치로 플로피 디스크를 사용하고 워드 프로세싱, 소득세 신고와 같은 유용한 기능과 게임도 수행한다.
영국에서는 그러한 컴퓨터는 비즈니스 컴퓨터로도 상당히 비싸다고 여겨지며, 가정용으로는 말할 것도 없다. 가정용 컴퓨터는 일반적으로 200파운드 (약 250달러) 미만이며 대용량 저장 장치로 카세트 테이프 레코더를 사용한다. 우리는 미국에서는 들어보지 못한 다양한 제조업체를 보유하고 있다 ... 심지어 공통된 기계 (코모도어 64)가 있더라도, 나는 대다수의 미국 사용자들이 디스크 드라이브를 구매하는 반면, 대다수의 영국 사용자들은 카세트 데크만 가지고 있다고 생각한다.

싱클레어의 ZX81과 ZX 스펙트럼, 그리고 나중에 암스트래드/슈나이더 CPC와 같은 많은 영국산 시스템은 미국 시스템보다 유럽에서 훨씬 널리 사용되었다. 몇몇 저가형 영국 싱클레어 모델은 타이멕스 사에서 타이멕스 싱클레어 1000과 불운한 타이멕스 싱클레어 2068로 미국에서 판매되었지만, 둘 다 강력한 추종자를 확보하지 못했다. 유일한 대서양 횡단 성공은 코모도어 64로, 영국 시스템과 가격 면에서 유리하게 경쟁했으며, 미국에서와 마찬가지로 유럽에서도 가장 인기 있는 시스템이었다.
1981년 IBM PC가 도입되기 전까지는 애플 II 및 TRS 80과 같은 컴퓨터도 사무실 업무에 상당한 용도로 사용되었다. 1983년 IBM은 가정용 컴퓨터 시장에서 비즈니스 컴퓨터의 성공을 이어가기 위해 PCjr을 출시했지만, 이와 표준 PC 간의 비호환성으로 인해 사용자들이 멀리했다. 대규모 퍼블릭 도메인 소프트웨어 라이브러리와 코모도어의 홍보 제안에 힘입어 PET는 북미 교육 시장에서 상당한 입지를 확보했지만, 코모도어가 C-64의 대규모 소매 시장 성공에 집중하면서 그 부문은 주로 애플 II에 양보되었다.

### 1970년대
다음 마이크로컴퓨터들은 가정용 컴퓨터의 전신이었다. 당시에는 아직 가정용 컴퓨터라고 불리지 않았지만, 실제로는 그러했다. 둘 다 TV 호환이었으며, 집으로 가져가 TV에 연결할 수 있었다.
- 1976년 7월: 애플 I, 키트 형태로 판매.
- 1976년 7월: 솔-20, 키보드가 포함된 완제품 컴퓨터로 판매.

다음 마이크로컴퓨터들은 나중에 가정용 컴퓨터 시장 부문이 될 것의 시제품이었다. 그러나 출시 당시에는 취미 생활자와 중소기업에게 가정만큼 많이 판매되었다.
- 1977년 6월: 애플 II (북미), 컬러 그래픽, 8개의 확장 슬롯; 타자기와 유사한 플라스틱 케이스 디자인을 사용한 최초의 컴퓨터 중 하나.[100]
- 1977년 8월: TRS-80 (북미), 600달러 미만의 최초 가정용 컴퓨터, 미국 연방 통신 위원회 (FCC) 규정 준수를 위해 전용 모니터 사용.[101]
- 1977년 10월: 코모도어 PET (북미), 최초의 올인원 컴퓨터: 키보드/화면/테이프 저장 장치가 판금 인클로저에 내장.[102]
- 1977년 컴퓨컬러 II, 비록 선적은 다음 해에 시작되었지만. 컴퓨컬러 II는 회사의 컬러 컴퓨터 터미널 업그레이드 키트였던 첫 모델보다 작고 저렴했으며, 인테컬러 8001을 컴퓨컬러 8001로 변환하고 이전의 8인치 모델 대신 새로 도입된 5.25인치 플로피 디스크를 사용했다.[103]

다음 컴퓨터들도 가정용 컴퓨터 부문에 중요한 발전을 가져왔다.
- 1979년: TI-99/4, 16비트 프로세서와 하드웨어 지원 스프라이트 그래픽을 추가한 최초의 가정용 컴퓨터
- 1979년: 아타리 8비트 제품군 (북미), 맞춤형 칩셋과 프로그래밍 가능한 비디오 칩 및 내장 오디오 출력을 갖춘 최초의 컴퓨터

### 1980년대

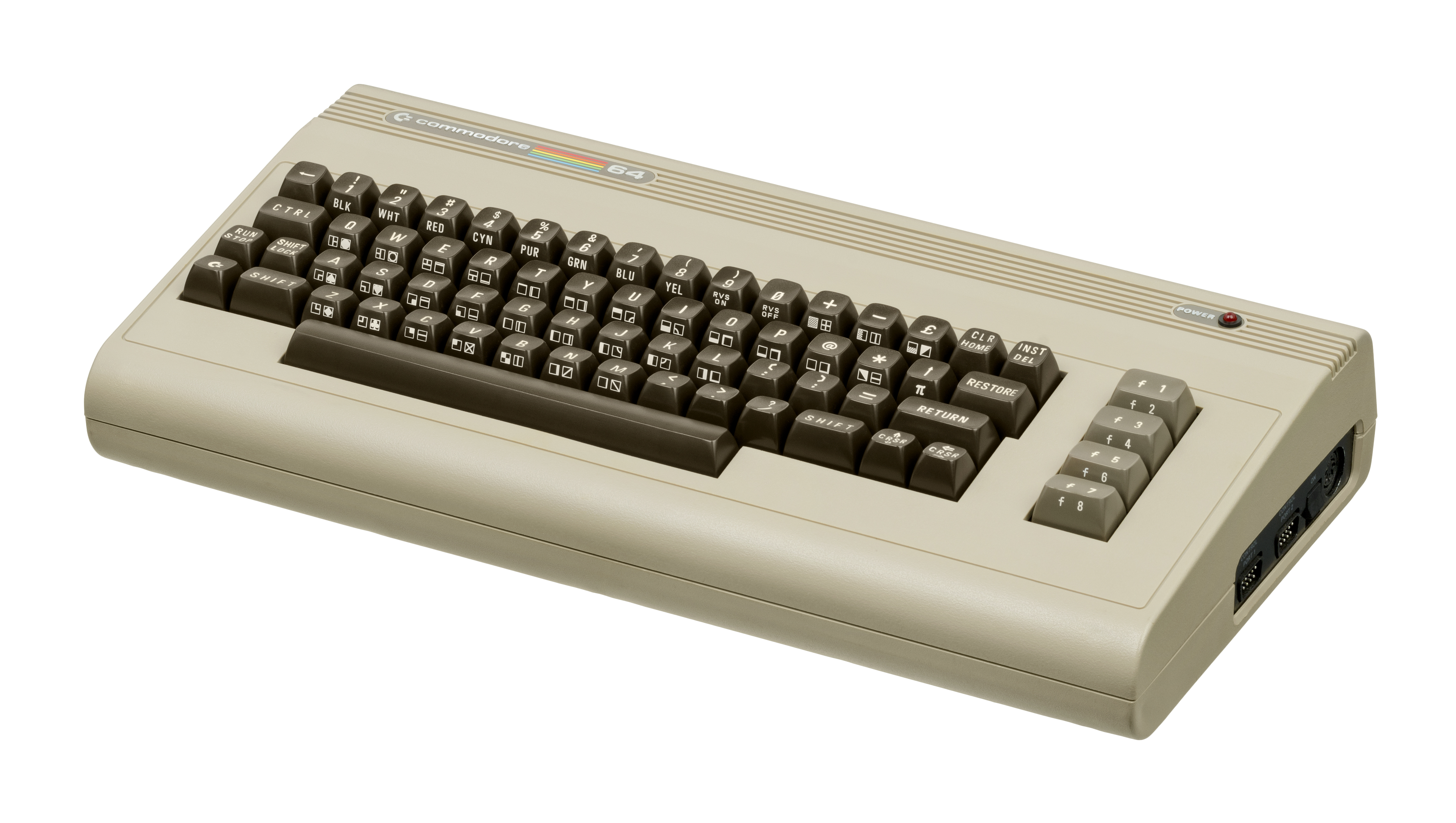
코모도어 64보다 더 많이 팔린 컴퓨터는 없다.

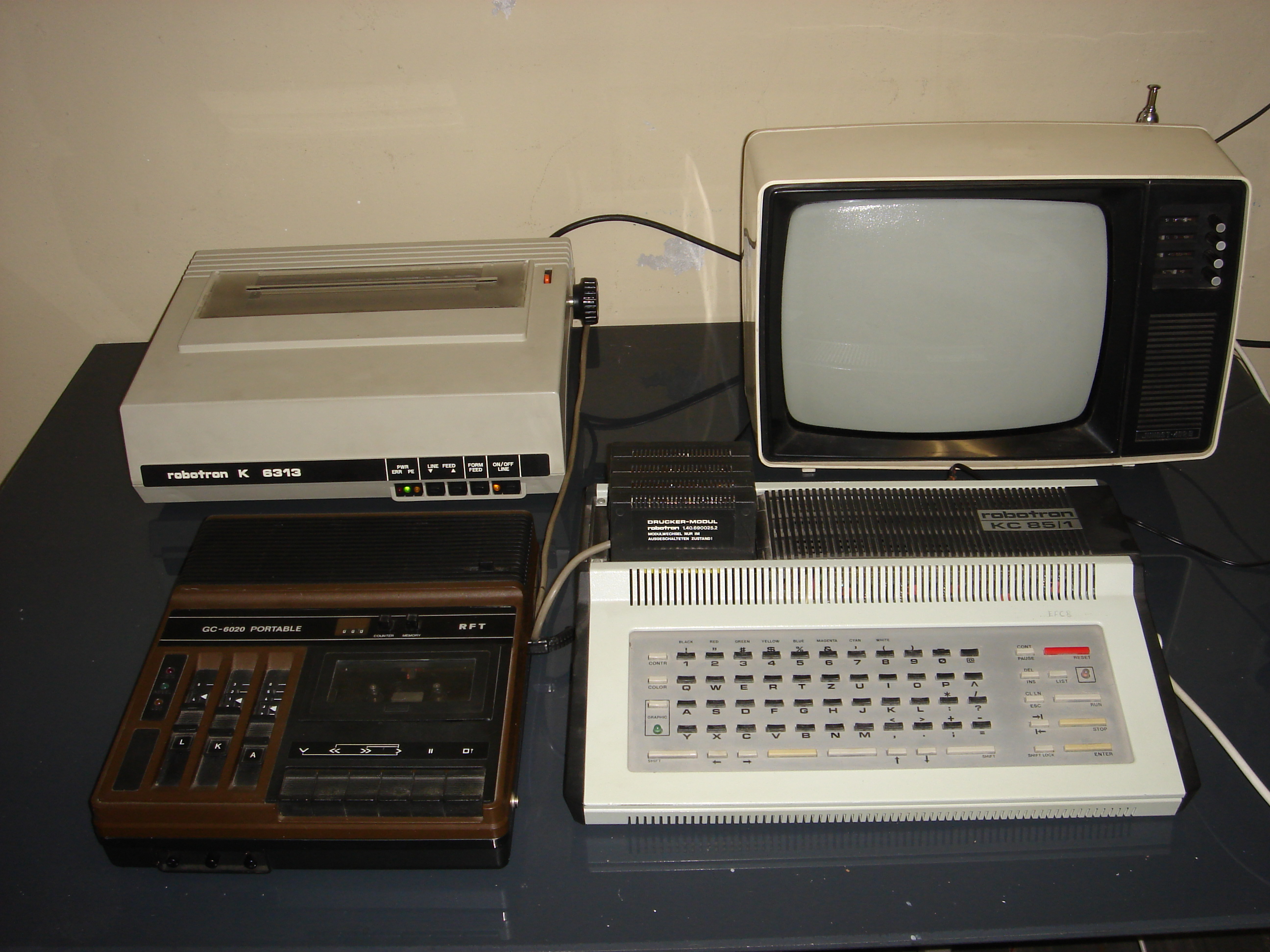
동독의 로보트론 KC 85/1: 생산 할당량이 매우 낮았고 개인 소비자용 판매 채널이 완전히 부족했다.

- 1980년 1월: 싱클레어 ZX80, 영국에서 100파운드 미만으로 판매.
- 1980년: VIC-20 (북미), 미화 300달러 미만; 100만 대 이상 판매된 최초의 컴퓨터.
- 1980년: TRS-80 컬러 컴퓨터 (북미), 모토로라 6809, 선택 사항인 OS-9 다중 사용자 다중 작업.
- 1980년 7월: TRS-80 모델 III (북미), 본질적으로 TRS-80 모델 I을 올인원 캐비닛에 재포장한 것으로, 무선 주파수 간섭에 대한 FCC 규정을 준수하고, 케이블 혼란을 제거하며, 하나의 전기 콘센트만 사용하기 위함이었다. 확장 문자 집합, 반복 키, 실시간 시계와 같은 일부 향상 기능.
- 1981년 6월: TI-99/4A, 덜 성공적인 TI-99/4를 기반으로 함.
- 1981년: ZX81 (유럽), 키트 형태 £49.95; 조립된 형태 £69.95, 1982년 미국에서 타이멕스 싱클레어 1000으로 출시.
- 1981년: BBC 마이크로 (유럽), 10년 동안 영국 최고의 교육용 컴퓨터; 통합 6502 기계어 어셈블러를 포함한 고급 BBC 베이직, 그리고 많은 I/O 포트, 약 150만 대 판매.
- 1982년 4월: ZX 스펙트럼 (유럽), 베스트셀러 영국 가정용 컴퓨터; 영국 소프트웨어 산업을 촉진했으며, 소련에서 널리 복제됨.
- 1982년 6월: 마이크로비 (호주), 처음에는 키트 형태로, 나중에는 완성된 제품으로.
- 1982년 8월: 드래곤 32 (영국), 짧은 시간 동안 영국에서 가장 많이 팔리는 가정용 마이크로컴퓨터가 됨.
- 1982년 8월: 코모도어 64 (북미), 맞춤형 그래픽 및 신시사이저 칩셋, 역대 가장 많이 팔린 컴퓨터 모델: 약 1700만 대 판매.
- 1983년 1월: 애플 IIe, 애플 II 강화판. 부품 수 감소 및 생산 비용 절감으로 1993년까지 대량 생산 가능.
- 1983년 4월: TRS-80 모델 4, 모델 III와 호환되는 주요 업그레이드. 업계 표준 CP/M 실행, TRSDOS 6 업데이트, 4 MHz 속도, 최대 128KB RAM, 80x24 화면, 640x240 고해상도 옵션. 9월에는 휴대용 "러기지형" 모델 4P 공개.
- 1983년: 아콘 일렉트론 제한된 기능을 가진 BBC 마이크로컴퓨터의 축소된 '자매 모델'. 일렉트론은 느린 출발에서 회복하여 영국에서 그 시대의 가장 인기 있는 가정용 컴퓨터 중 하나가 되었다.
- 1983년: 산요 PHC-25, 16KB 램을 탑재한 산요 모델 중 하나.
- 1983년: 콜레코 아담, 저장 장치와 프린터가 포함된 완전한 시스템으로만 판매된 몇 안 되는 가정용 컴퓨터 중 하나; 콜레코비전 게임 콘솔의 사촌.
- 1983년: MSX (일본, 한국, 아랍 연맹, 유럽, 북미, 남미, 소련), ASCII와 마이크로소프트가 만든 컴퓨터 '참조 디자인'으로 여러 회사에서 생산: 일본에서 약 500만 대 판매.
- 1983년: VTech Laser 200, 시장에서 가장 저렴한 것을 목표로 한 보급형 컴퓨터, 살로라 펠로우, 텍셋 TX8000, 딕 스미스 VZ 200으로도 판매.
- 1983년: 오릭 1 및 오릭 애트모스 (유럽), 풀 트래블 키보드와 ROM에 마이크로소프트 BASIC의 확장 버전이 장착된 가정용 컴퓨터.
- 1984년 1월: 매킨토시가 출시되어 많은 소비자에게 그래픽 사용자 인터페이스를 처음 선보였으며, 이는 결국 알려진 가정용 컴퓨터를 대체하게 된다.
- 1984년 4월: 애플 IIc, 애플 II 소형 모델. 확장 슬롯이 없으며, 유사 플러그 앤 플레이 사용 편의성을 위한 내장 포트. 애플 IIe의 지배적인 교육 시장 점유율을 보완하기 위해 가정용으로 가장 적합했던 애플 II.
- 1984년 3월: IBM PCjr, 어린이와 십대용 가정용 컴퓨터로 설계, 가격 책정 및 판매되었지만, 주로 저렴한 IBM 호환 PC를 원했던 비즈니스 고객이 구매했다.
- 1984년: 티키 100 (노르웨이), 티키 데이터에서 만든 자일로그 Z80 기반 가정/교육용 컴퓨터.
- 1984년 6월: 암스트래드/슈나이더 CPC, 영국에서 매우 인기 있었고 유럽에서도 잘 팔린 시스템.
- 1985년: TRS-80 모델 4D: 더블 사이드 드라이브와 데스크메이트 생산성 스위트가 포함된 업데이트된 모델 4.
- 1985년: 엘렉트로니카 BK-0010, 최초의 16비트 가정용 컴퓨터 중 하나; 소련에서 제작.
- 1985년: 로보트론 KC 85/1 (유럽), 동독에서 생산된 몇 안 되는 8비트 범용 마이크로컴퓨터 중 하나. KC 컴팩트를 제외한 KC 라인 컴퓨터는 소비자보다는 '사회적 사용자'에게 엄격히 우선 순위가 부여되어 일반 대중에게 판매되지 않았기 때문에 진정한 '가정용 컴퓨터'는 아니다.
- 1985년: 아타리 ST (북미), 1000달러 미만에 그래픽 사용자 인터페이스 (GEM)를 갖춘 최초의 컴퓨터; 또한 1000달러 미만에 1 MB RAM 및 16비트 모토로라 68000 프로세서.
- 1985년: MSX2, MSX 컴퓨터의 2세대가 전 세계적으로 출시된다. 512x424 픽셀의 해상도와 512색 팔레트에서 256가지 동시 색상을 처리할 수 있는 고속 비디오 프로세서(야마하 V9938)를 사용하여 고성능 컴퓨터의 성능을 달성한다.
- 1985년 6월: 코모도어 128 (북미) 최종, 가장 진보된 8비트 코모도어, 복잡한 다중 모드 아키텍처에서 CP/M을 추가하면서 C64 호환성을 완전히 유지.
- 1985년 7월: 아미가 1000 (북미), 맞춤형 칩셋으로 그래픽 및 디지털 오디오; 멀티태스킹 OS와 GUI 및 CLI 인터페이스; 16비트 모토로라 68000 프로세서. 원래 게임 콘솔로 설계되었지만 가정용 컴퓨터로 재포지셔닝되었다.[105]
- 1986년: 애플 IIGS, 애플 II의 5번째이자 가장 진보된 모델로, 그래픽 및 사운드 기능이 크게 향상되었다. 슈퍼 패미컴에 사용된 것과 동일한 16비트 65C816 CPU를 사용했다.
- 1987년 6월: 아콘 아르키메데스 (유럽), 8 MHz 32비트 ARM2 마이크로프로세서, 512 KB에서 4 MB의 RAM, 선택 사항인 20 또는 40 MB 하드 드라이브와 함께 출시.
- 1987년 10월: 아미가 500 (북미), 아미가 1000을 C64와 유사한 하우징으로 재포장하여 키보드와 메인보드를 동일한 인클로저에 넣고 3.5인치 플로피 디스크 드라이브를 추가했다. 확장성이 더 뛰어난 아미가 2000과 동시에 출시.
- 1988년 - MSX2+가 일본에서 출시된다. 하드웨어 기반 그래픽 압축 덕분에 화면에 19,000가지 이상의 동시 색상을 표시할 수 있다.
- 1989년: SAM 쿠페 (유럽), 6 MHz Z80 마이크로프로세서 기반; ZX 스펙트럼의 논리적인 업그레이드로 판매.

### 1990년대
- 1991년 12월: MSX TurboR이 일본에서만 출시된다. 이는 가전 브랜드에서 시장에 출시한 마지막 MSX 컴퓨터 세대이다. 또한 Ascii R800 프로세서 기반의 16비트 CPU를 사용하는 최초의 MSX이기도 하다.
- 1992년: 아타리 팔콘 (북미), 아타리의 마지막 가정용 컴퓨터로, 디지털 신호 처리 장치와 함께 출시되었다.
- 1992년 10월: 아미가 1200 (북미), 코모도어의 마지막 가정용 컴퓨터로, 유럽에서 잘 팔렸다.

## 같이 보기
- 패밀리 컴퓨터
- 개인용 컴퓨터